# Train de banlieue de Montréal
Le train de banlieue de Montréal est un réseau de cinq lignes de trains de banlieue desservant la région métropolitaine de Montréal au Québec. Le réseau est exploité par Exo (l'identité de marque du Réseau de transport métropolitain), auparavant l'Agence métropolitaine de transport, mais les trains demeurent opérés par Bombardier Transport. Quant à eux, les mandats de planification globale et de financement du réseau sont sous la responsabilité de l'Autorité régionale de transport métropolitain.
La naissance du service remonte à la fin du XIXe siècle mais c'est le 1er janvier 1996 qu'il prend sa forme actuelle lorsque l'Agence métropolitaine de transport (AMT) remplace la STCUM. L'AMT a depuis été remplacée par Exo le 1er juin 2017. Le réseau comprend aujourd'hui 52 gares sur 234 kilomètres de voies ferrées. Cinq lignes desservent la banlieue de Montréal et ont toutes comme terminus son centre-ville, via la gare Lucien-L'Allier ou la Gare centrale. Elles sont coordonnées avec les différentes lignes d'autobus urbains des sociétés de transport ainsi qu'avec le métro de Montréal, le Réseau express métropolitain et le service rapide par bus.
Avec 20 millions de déplacements par an et 83 300 par jour en 1998, les trains d'Exo sont les seconds au Canada quant à leur fréquentation, et les septièmes en Amérique du Nord, derrière ceux de New York (LIRR, NJ Transit, Metro-North), Chicago, Toronto, Philadelphie, Boston et Mexico.

## Histoire

### Naissance et essor

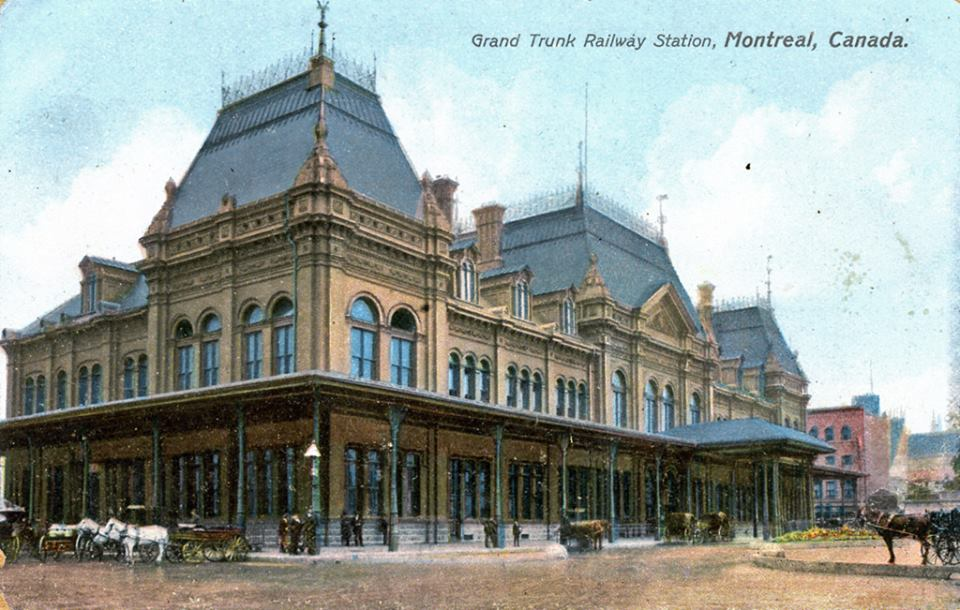
La gare Bonaventure, avant 1916.

C'est sur la rive-sud de Montréal, alors métropole du Canada, qu'en 1836 roule le premier train canadien, dès lors la ville devient la plaque tournante du rail au pays et les compagnies ferroviaires y établissent leurs sièges. Dix ans plus tard le chemin de fer arrive sur l’île de Montréal avec la Montreal and Lachine Railroad. Bien que cette notion n'existe pas encore, cette voie d'environ 13 kilomètres entre la gare Bonaventure et Lachine, peut être considérée aujourd'hui comme la première ligne de train de banlieue de Montréal,.
Durant les années 1880, la section de la ligne du Grand Tronc (GT) vers Toronto, longeant la rive sud de l'ile de Montréal, s’urbanise. En 1887, le Canadien Pacifique (CP), fameux pour être la première compagnie de chemin de fer du Canada à avoir relié l'est au Pacifique, ouvre la ligne Lakeshore West vers Vaudreuil, parallèle à celle du GT. Le CP y établit en 1889 un véritable service urbain avec un train par jour dans chaque direction, sauf le dimanche, puis prolonge la ligne jusqu'à Rigaud en 1893. Face à cette nouvelle concurrence, le GT étend son service de banlieue de Dorval à Vaudreuil en 1896. Les gares de l'ouest de l’île, qui auparavant n’étaient fréquentés que la saison estivale, le sont désormais toute l’année et le train y devient un train de banlieue.
La même décennie, commencent des services quotidiens depuis Saint-Hyacinthe (~1880), Sainte-Thérèse (1882), Farnham (1887) et Valleyfield (1890). Plus tard, le train de banlieue gagne Granby (1916).

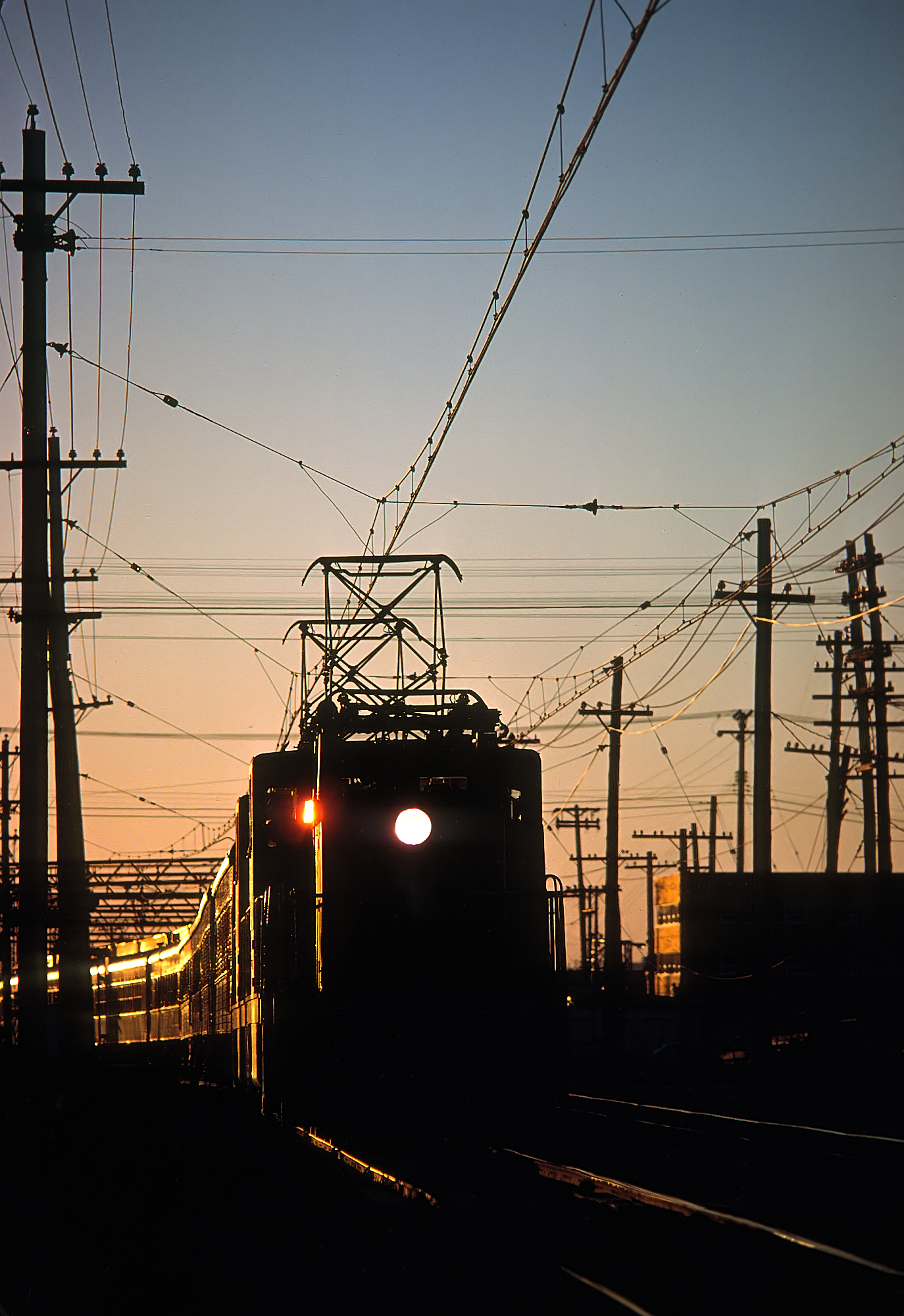
Train sur la ligne électrifiée Deux-Montagnes.

Le 21 octobre 1918, la ligne Deux-Montagnes devient la première ligne électrifiée du Canada. Elle est construite par la Canadian Northern Railway pour relier, en passant sous le Mont-Royal, leur terminal du centre-ville, concurrent du GT et du CP, qui deviendra la Gare Centrale. Pour financer le projet, une banlieue modèle, Ville Mont-Royal, que l'on qualifierait aujourd'hui de TOD, est construite à l’entrée nord du tunnel. Le Canadien National (CN) prend possession de la ligne en 1923 et étend le service à Saint-Eustache en 1925. En 1945, le CN ouvre une courte branche vers Ahuntsic et Montréal-Nord, le train de banlieue à Montréal est alors au faîte de sa gloire.

### Déclin
À partir des années 1950, des tarifs croissants, le manque de connexions avec les autres moyens de transport collectifs, la démocratisation de l'automobile puis l’arrivée du métro entraînent le déclin du train à Montréal. Avant 1976, les trains de banlieue, considérés comme obsolètes, ne bénéficient pas de subventions. Faute de rentabilité, les lignes, exploitées par les grandes compagnies ferroviaires depuis des décennies, ferment les unes après les autres.
La Montreal and Southern Counties Railway, vers Granby, est la première fermée en 1956. La ligne du CN vers Vaudreuil et de la New York Central Railroard vers Valleyfield sont les seconde et troisième en 1961. Puis est supprimé le service vers Montréal-Nord, le 8 novembre 1968, victime de la compétition du métro. Il est suivi des lignes du CP vers Farnham (1980) au sud et Sainte-Thérèse (1982) au nord,. Le 9 septembre 1988, la ligne du CN vers Saint-Hyacinthe, raccourcie depuis 1968 à Mont-Saint-Hilaire, sera le dernier service exploité par une compagnie de chemin de fer à disparaître.

#### TRRAMM
En 1974, un organisme de planification régional, le Comité des transports de la région de Montréal (CTRM), ayant reçu le mandat de planifier une connexion ferroviaire entre le centre-ville et l'aéroport de Mirabel bientôt achevé, propose un train express, le TRRAMM, et prévoit sa mise en service en 1981. Le projet de 500 millions de dollars (2,8 milliards de 2016) ne verra jamais le jour mais relancera l’idée de train régional et renforcera le besoin d'une autorité de gestion publique Montréalaise, sur le modèle du GO Transit de Toronto.

### Retour
En 1976, le gouvernement du Québec, en réponse à des coûts hors de contrôle, impose un moratoire sur le prolongement du métro et des autoroutes. Suivant les recommandations du CTRM, Québec propose en 1979 de convertir les voies de chemin de fer existantes en métro régional à la manière des populaires RER de Paris (1969), BART de San Francisco (1972) et autres MARTA d'Atlanta (1979). Ce plan n'est pas accueilli favorablement par la Communauté urbaine de Montréal (CUM) qui préfère un métro souterrain (ligne 7) et ne deviendra jamais réalité malgré ses différentes itérations jusqu'au début des années 1990. Néanmoins, il aura le mérite de maintenir l’intérêt pour le train de banlieue et donc les subventions nécessaires à la survie de ce dernier.

#### Prise en charge par l’État
En 1982, la Commission de transport de la communauté urbaine de Montréal (CTCUM) devient responsable du service sur la ligne du CN vers Deux-Montagnes et de la ligne du CP vers Rigaud. À la fin des années 1980, seules ces deux lignes subsistent, mais grâce à l’intégration des tarifs et au prix d'importants investissements de la ville et de la province, l'achalandage y connait sa première augmentation significative depuis les années 1960. Alors s'entame la lente renaissance du train à Montréal.
Durant l'été 1990, pour contourner la fermeture du pont Honoré-Mercier durant la crise d'Oka, un service est temporairement offert entre la gare Centrale et Saint-Isidore. L'Agence métropolitaine de transport (AMT) succède à la CTCUM et ouvre le 12 mai 1997 une ligne vers Blainville depuis l'ancienne gare Jean-Talon comme mesure d’atténuation pendant des travaux de reconstruction du pont routier Marius Dufresne. Fort de son succès immédiat, le service devient permanent et est rapidement amélioré et étendu, il atteint la gare Lucien-L'Allier, au centre-ville, en 1999. C'est ensuite la congestion sur les ponts reliant la rive-sud à Montréal qui ressuscite les lignes vers Mont-Saint-Hilaire en 2000 et Delson l’année d'après. L'est de l'île étant la dernière direction cardinale non desservie, les résidents de Repentigny lancent une campagne et obtiennent gain de cause en 2006. Il leur faudra cependant attendre 2014 pour voir circuler le premier train, après plusieurs années de tergiversations politiques et de dépassement de budget.
| Coûts d'exploitation et ratio d'autofinancement sous l'Agence métropolitain de transport, | Coûts d'exploitation et ratio d'autofinancement sous l'Agence métropolitain de transport, | Coûts d'exploitation et ratio d'autofinancement sous l'Agence métropolitain de transport, | Coûts d'exploitation et ratio d'autofinancement sous l'Agence métropolitain de transport, | Coûts d'exploitation et ratio d'autofinancement sous l'Agence métropolitain de transport, | Coûts d'exploitation et ratio d'autofinancement sous l'Agence métropolitain de transport, | Coûts d'exploitation et ratio d'autofinancement sous l'Agence métropolitain de transport, | Coûts d'exploitation et ratio d'autofinancement sous l'Agence métropolitain de transport, | Coûts d'exploitation et ratio d'autofinancement sous l'Agence métropolitain de transport, |
| ----------------------------------------------------------------------------------------- | ----------------------------------------------------------------------------------------- | ----------------------------------------------------------------------------------------- | ----------------------------------------------------------------------------------------- | ----------------------------------------------------------------------------------------- | ----------------------------------------------------------------------------------------- | ----------------------------------------------------------------------------------------- | ----------------------------------------------------------------------------------------- | ----------------------------------------------------------------------------------------- |
| Ligne                                                                                     | 2000                                                                                      | 2000                                                                                      | 2005                                                                                      | 2005                                                                                      | 2010                                                                                      | 2010                                                                                      | 2015                                                                                      | 2015                                                                                      |
| Ligne                                                                                     | Coût (M$)                                                                                 | Auto- finance                                                                             | Coût (M$)                                                                                 | Auto- finance                                                                             | Coût (M$)                                                                                 | Auto- finance                                                                             | Coût (M$)                                                                                 | Auto- finance                                                                             |
| Dorion–Rigaud / Vaudreuil–Hudson                                                          | 18,99                                                                                     | 22,5 %                                                                                    | 22,73                                                                                     | 26,6 %                                                                                    | 33,14                                                                                     | 29,1 %                                                                                    | 32,14                                                                                     | 36,9 %                                                                                    |
| Blainville / Saint-Jérôme                                                                 | 8,18                                                                                      | 53,2 %                                                                                    | 11,82                                                                                     | 62,7 %                                                                                    | 19,11                                                                                     | 44,1 %                                                                                    | 29,59                                                                                     | 43 %                                                                                      |
| Mont-Saint-Hilaire                                                                        | 2,35                                                                                      | 15,4 %                                                                                    | 10,98                                                                                     | 47,5 %                                                                                    | 19,98                                                                                     | 33 %                                                                                      | 22,12                                                                                     | 42,5 %                                                                                    |
| Delson / Candiac                                                                          |                                                                                           |                                                                                           | 4,37                                                                                      | 44,2 %                                                                                    | 9,27                                                                                      | 24,7 %                                                                                    | 10,21                                                                                     | 41,1 %                                                                                    |
| Mascouche                                                                                 |                                                                                           |                                                                                           |                                                                                           |                                                                                           |                                                                                           |                                                                                           | 24,74                                                                                     | 22,3 %                                                                                    |
| Deux-Montagnes                                                                            | 24,70                                                                                     | 47,5 %                                                                                    | 29,64                                                                                     | 57,4 %                                                                                    | 35,22                                                                                     | 53,6 %                                                                                    | 39,80                                                                                     | 55,4 %                                                                                    |
| Total                                                                                     | 70,13                                                                                     | 38,4 %                                                                                    | 86,68                                                                                     | 47,3 %                                                                                    | 116,7                                                                                     | 39,3 %                                                                                    | 158,6                                                                                     | 41,5 %                                                                                    |

Depuis le 1er juin 2017, le Réseau de transport métropolitain remplace officiellement l'Agence métropolitaine de transport ainsi que toutes les sociétés de transports de la grande région de Montréal, mis à part la STM (Montréal), le RTL (Longueuil) et la STL (Laval). À partir du 23 mai 2018, le nom officiel de l'organisme est toutefois progressivement mis de côté sur ses installations et infrastructures afin de faire place à Exo, sa nouvelle identité de marque.

### Modernisation et limites
Depuis le début des années 2000, l'AMT modernise les gares et le matériel roulant en faisant l'acquisition de nouvelles voitures et de locomotives bi-modes en vue de l’électrification du réseau. L'Agence ne possède toutefois pas de corridor ferroviaire propre hormis la ligne Deux-Montagnes depuis 2014, le service de train de banlieue peut donc difficilement croître sans entrer en conflit avec les trains de fret. Néanmoins, l'exploitant se félicite d'un grand succès.

## Réseau actuel

### Lignes

#### Actives
Le réseau de train de banlieue de Montréal est composé de cinq lignes, dessert au total 59 stations dont 33 sur l’île de Montréal répartis sur 230,5 km de voies.
| Ligne        | Terminus         | Terminus | Terminus           | Date de mise en service     | Nombre de gares | Longueur (kilomètres) | Distance inter-gare moyenne (mètres) | Nombre de départs en semaine (2018)   | Transit quotidien moyen (2016) |
| ------------ | ---------------- | -------- | ------------------ | --------------------------- | --------------- | --------------------- | ------------------------------------ | ------------------------------------- | ------------------------------ |
|              | Lucien-L'Allier  | ↔        | Hudson             | Service continu depuis 1887 | 18              | 51,2                  | 3 030                                | 27                                    | 17 000                         |
|              | Lucien-L'Allier  | ↔        | Saint-Jérôme       | 12 mai 1997                 | 14              | 62,8                  | 5 180                                | 26                                    | 14 200                         |
|              | Gare Centrale    | ↔        | Mont-Saint-Hilaire | 29 mai 2000                 | 7               | 34,9                  | 5 760                                | 14                                    | 9 500                          |
|              | Lucien- L'Allier | ↔        | Candiac            | 4 septembre 2001            | 9               | 25,6                  | 3 200                                | 18                                    | 4 900                          |
|              | Gare Centrale    | ↔        | Mascouche          | 1er décembre 2014           | 11              | 50,1                  | 4 150                                | 16 du lundi au jeudi 14 le vendredi   | 7 400                          |
| Réseau d'exo |                  |          |                    | 1er janvier 1996            | 59              | 224,9                 | 3 900                                | 150 du lundi au jeudi 139 le vendredi | 83 700                         |

Notes :
1. ↑  6 gares sont communes à plusieurs lignes.
2. ↑  Les lignes Mascouche et Deux-Montagnes, Vaudreuil-Hudson, Candiac et Saint-Jérôme partagent des sections de voies, ignorés ici.

##### Ligne Vaudreuil–Hudson

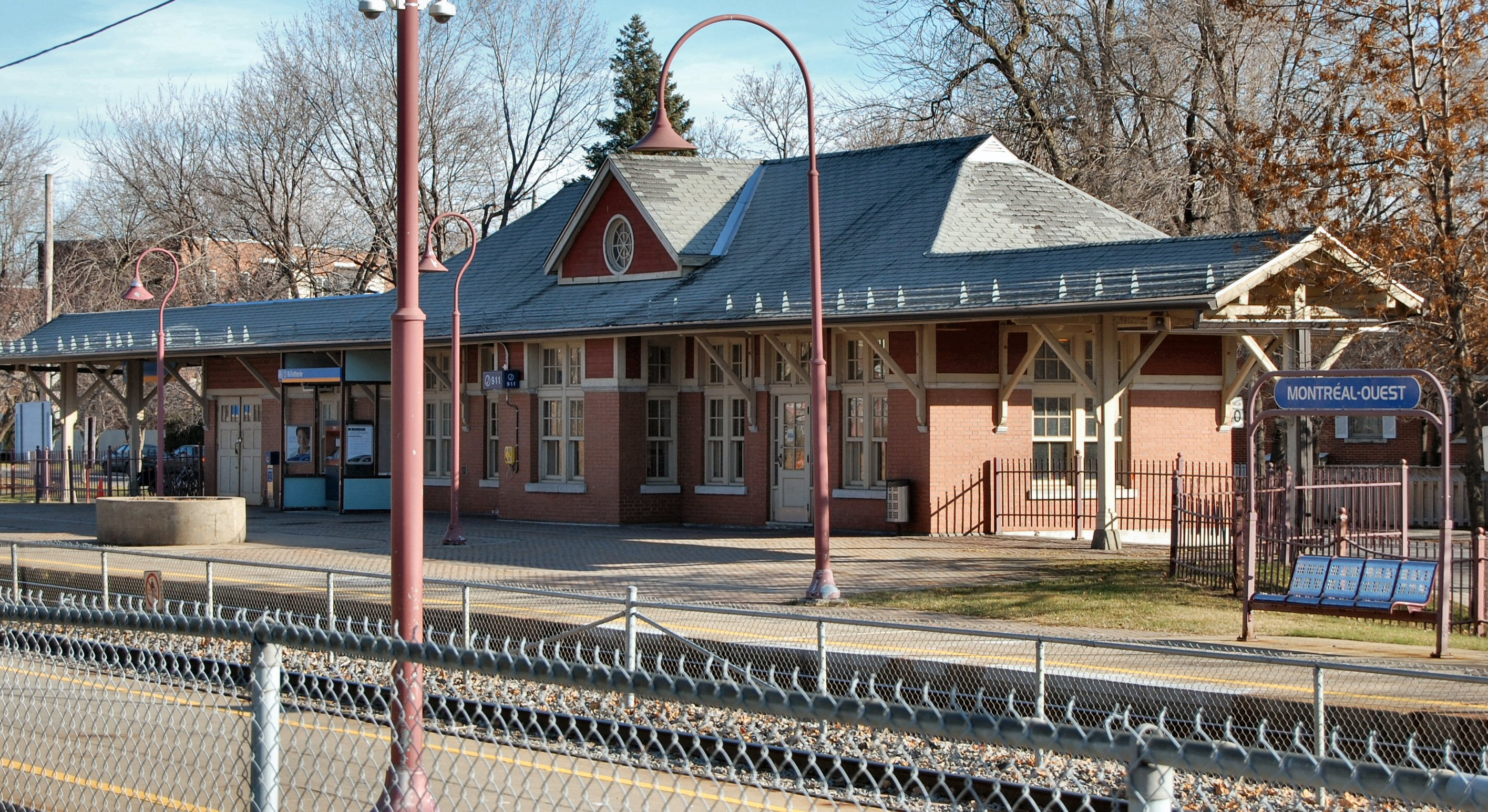
La gare Montréal-Ouest.

La ligne, construite par le Canadien Pacifique, servait à l'origine comme lien entre les villes de Montréal et Toronto avant que n'y soient ajoutés en 1887 certains arrêts entre Montréal et Vaudreuil. Avec le développement des banlieues de l'ouest de l'île de Montréal, le CP aménagea en 1893 un train de banlieue pour desservir ces destinations. Son terminus à Montréal, d’abord la gare Dalhousie, deviendra la gare Windsor (1889) puis la gare Lucien-L'Allier (1997).
Depuis les années 1950, le service est resté essentiellement le même avec environ 12 départs dans chaque direction la semaine et de 3 à 4 les fins de semaine. Le service jusqu'à la ville de Rigaud a cessé, mais la ligne reste tout de même la deuxième d'Exo pour ce qui est de l'achalandage et la première pour le nombre de gares. Des correspondances s'effectuent avec le réseau du métro de Montréal par les stations Lucien-L'Allier et Vendôme.

##### Ligne Saint-Jérôme

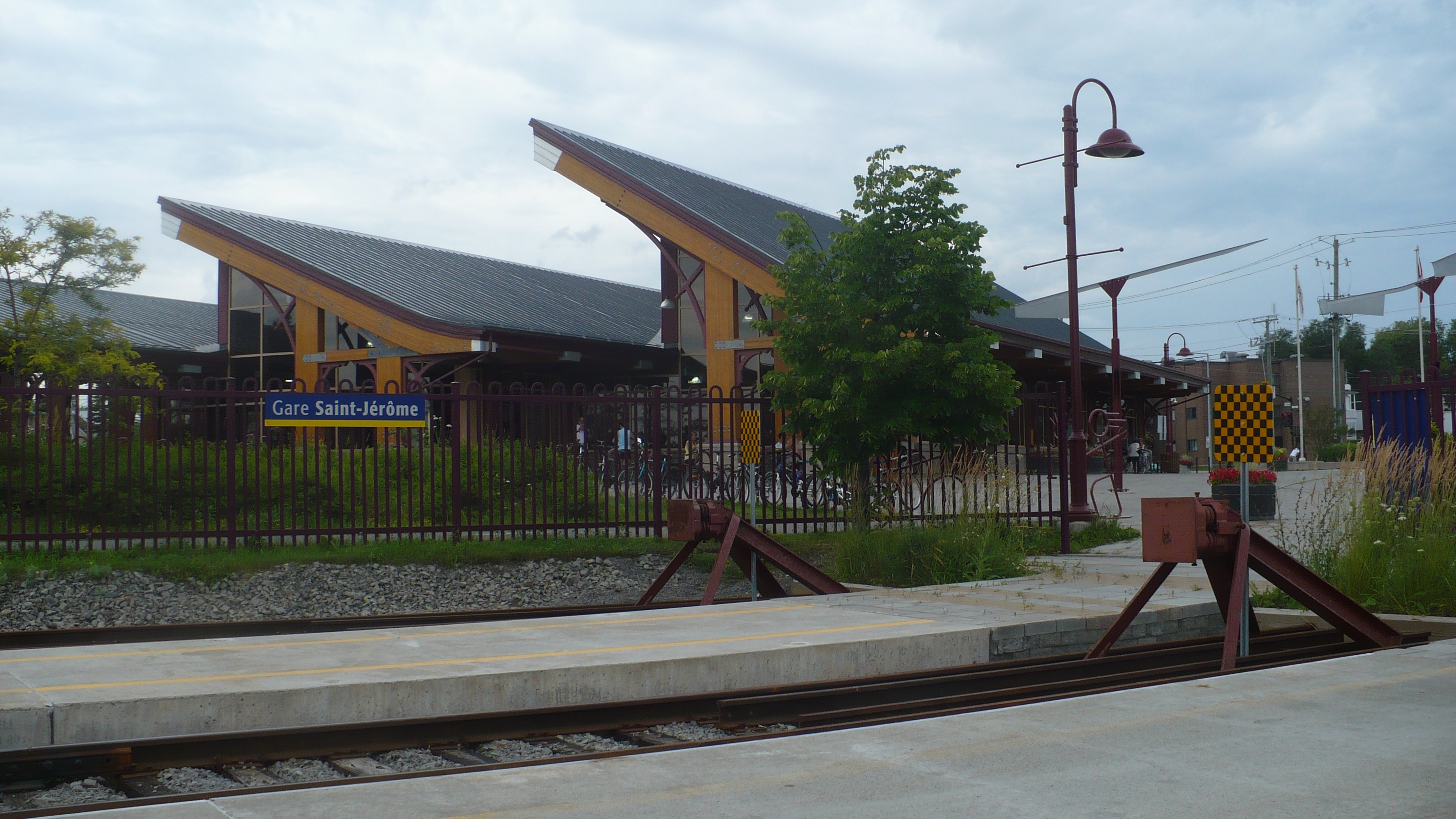
Gare Saint-Jérôme, terminus nord de la ligne Saint-Jérôme.

Le succès de cette ligne, qui devait être temporaire, est si important que l'Agence métropolitaine de transport (AMT) décide de rendre le service permanent et la ligne connaît de nombreux prolongements et améliorations depuis sa création. Entre 1997 et aujourd'hui, le nombre de gares est passé de 4 à 13. Le dernier ajout majeur permet, depuis le 7 janvier 2007, la desserte de la ville de Saint-Jérôme et en fait la plus longue ligne du réseau avec 62,8 kilomètres. Le trajet complet dure 78 minutes. En 2021, une nouvelle gare, à Mirabel, s'ajoute sur la ligne.
La ligne Saint-Jérôme est la ligne d'Exo permettant le plus de correspondances avec le réseau du métro de Montréal, soit par les stations Lucien-L'Allier, Vendôme, Parc et De la Concorde.

##### Ligne Mont-Saint-Hilaire

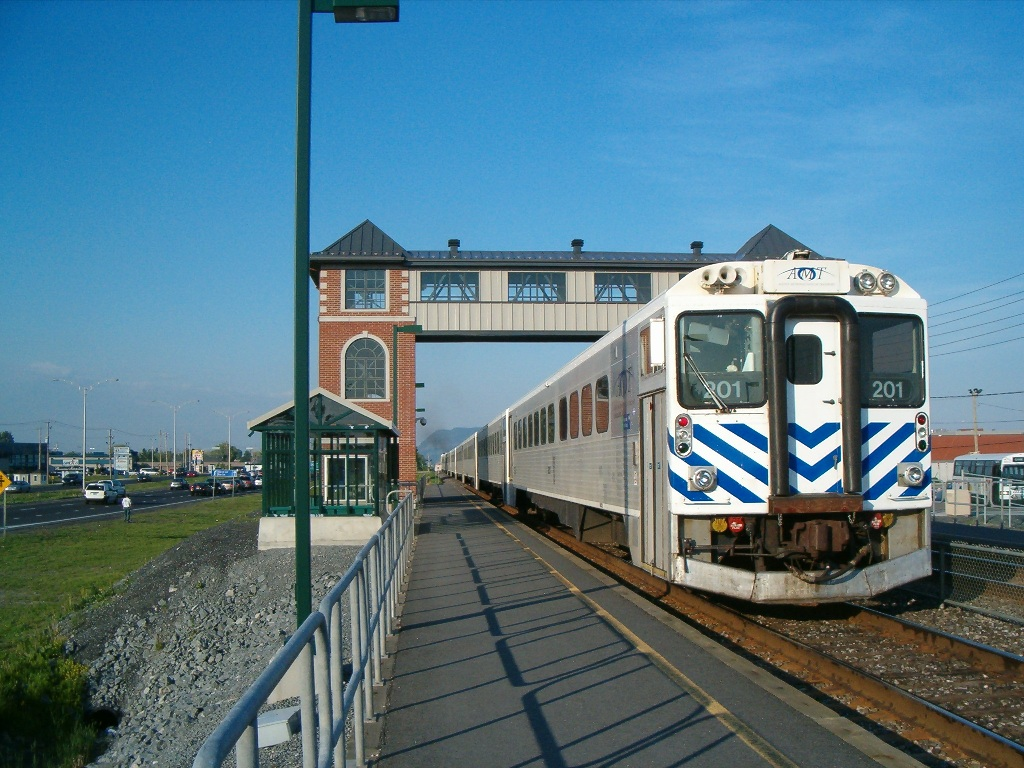
La gare Saint-Basile-le-Grand.

À la fin des années 1990, l'augmentation du trafic métropolitain et la congestion des ponts reliant la Rive-Sud à Montréal raviva la demande pour un train de banlieue. Le service est donc instauré à nouveau par l'AMT, le 29 mai 2000.
Cette ligne effectue une correspondance avec le réseau du métro de Montréal par la station Bonaventure. Elle compte actuellement sept départs dans chaque direction du lundi au vendredi.

##### Ligne Candiac

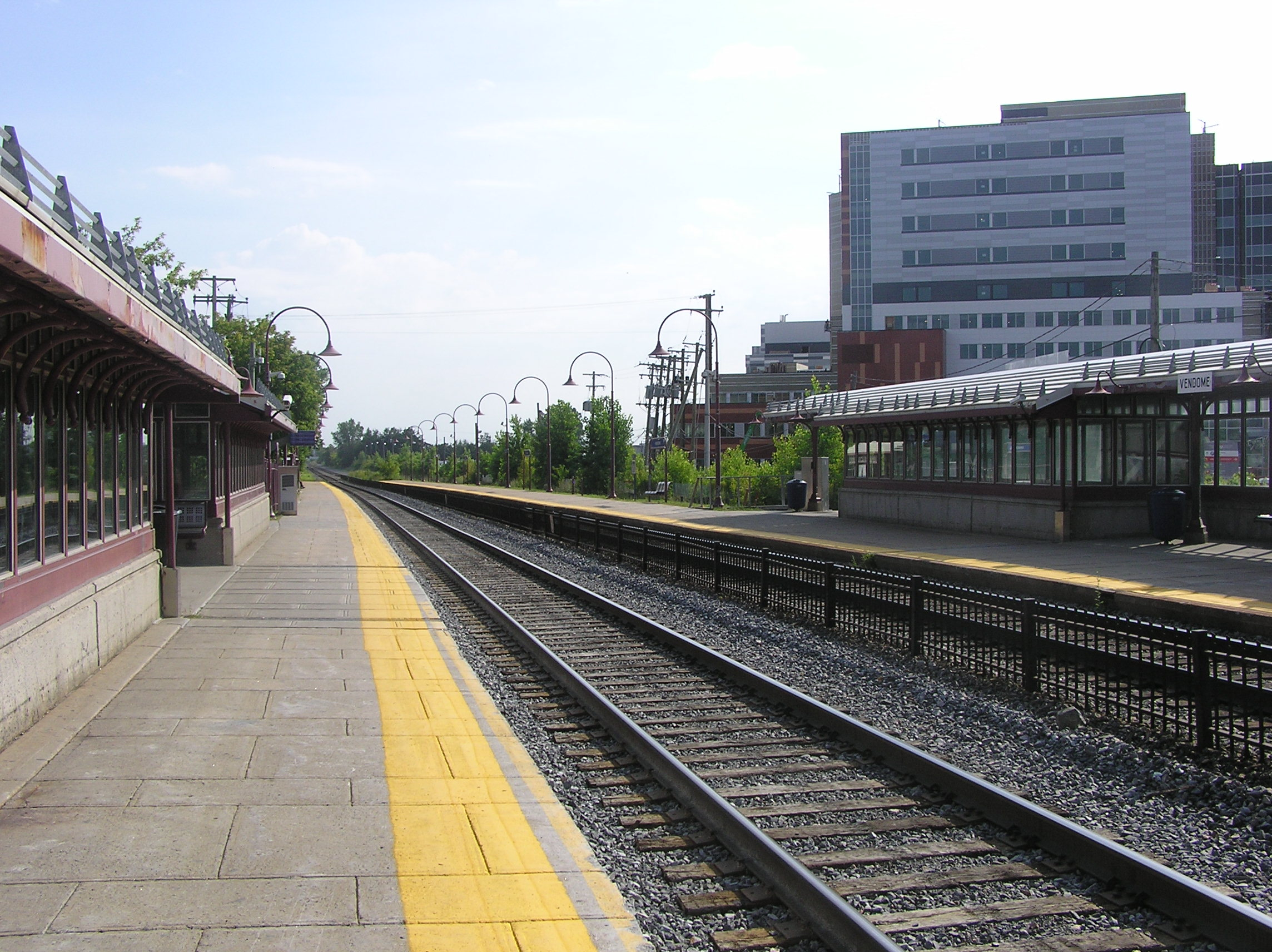
Gare Vendôme, près du CUSM.

Inaugurée par l'AMT le 4 septembre 2001, elle n'offrait alors que deux départs les jours de semaine. Le service n'était alors assuré que par un ensemble de voitures. En septembre 2003, le service est bonifié à 4 départs et un second ensemble de voitures est ajouté. En 2005, la ligne Montréal/Delson est prolongée vers la ville de Candiac mais reste la plus courte avec 25,6 kilomètres. En 2017, une nouvelle gare, Du Canal, est inaugurée le temps de la reconstruction de l’échangeur Turcot,.
La ligne Candiac effectue une correspondance avec le réseau du métro de Montréal par les stations Lucien-L'Allier et Vendôme.

##### Ligne Mascouche
D'une longueur d'environ 50 kilomètres, la ligne effectue un trajet ouest-est, reliant le centre-ville de Montréal à Mascouche. Elle dessert en tout 13 gares.
À son ouverture, en 2014, son terminus ouest était la Gare centrale de Montréal. Les trains empruntaient ensuite le tunnel sous le mont Royal et utilisaient les mêmes voies que la ligne Deux-Montagnes pendant encore deux stations vers le nord.
Depuis 2021, les trains empruntent un trajet alternatif depuis la Gare centrale car les travaux de construction du Réseau express métropolitain accaparent le tunnel. En 2023, la future gare Côte-de-Liesse, correspondance avec le REM, deviendra le terminus ouest de la ligne Mascouche. La ligne bifurque ensuite vers l'est en empruntant une voie du Canadien National en desservant différents arrondissements de Montréal sur sept stations. Elle traverse ensuite le fleuve Saint-Laurent à Pointe-aux-Trembles. Elle dessert finalement les villes de Repentigny, Terrebonne et Mascouche.
La ligne Mascouche comprend une correspondance avec le métro de Montréal par la station Sauvé.

#### Fermée

##### Ligne Deux-Montagnes

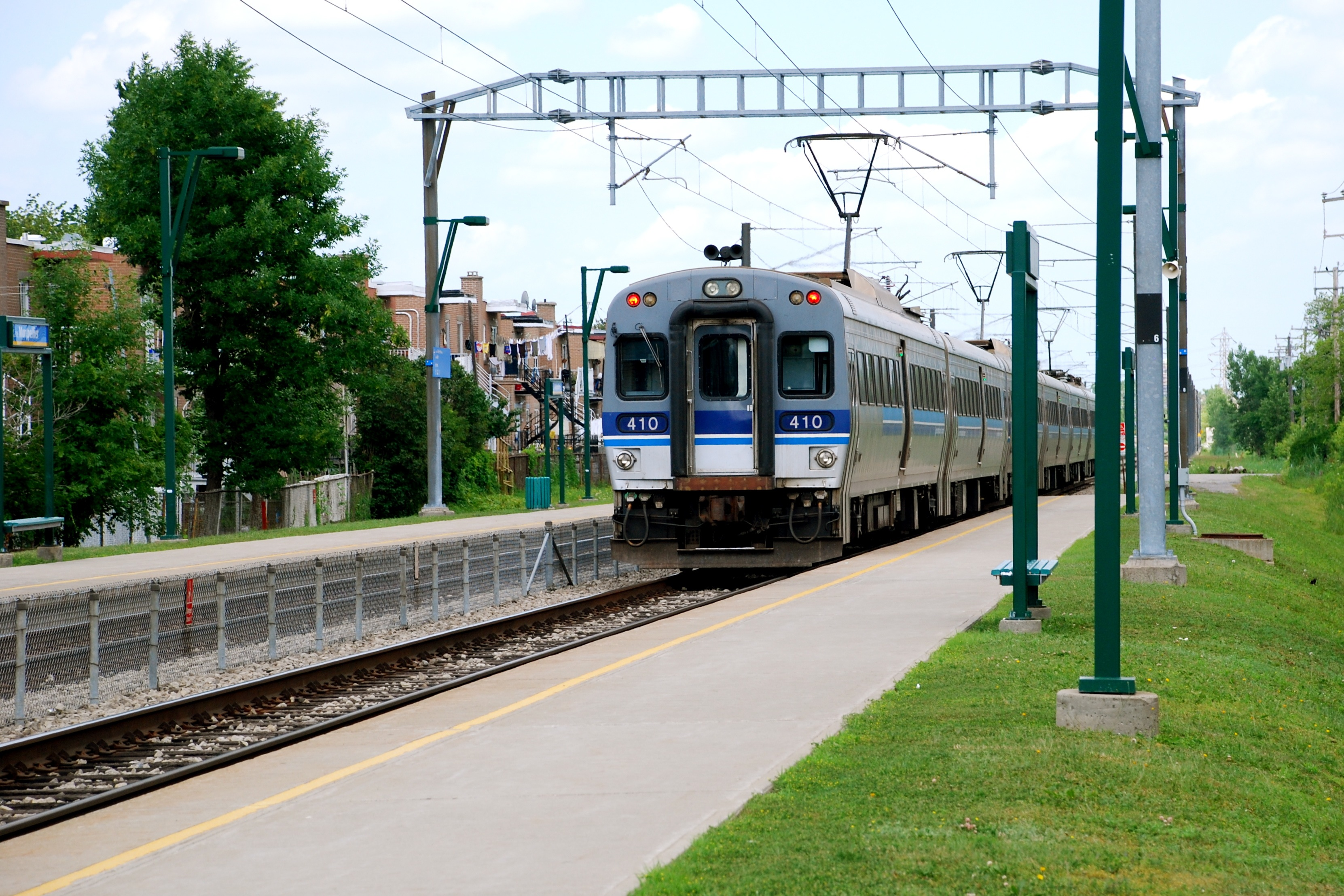
Une unité-multiple Bombardier utilisée sur la ligne Deux-Montagnes.

Seule ligne de la région et, pendant 70 ans du Canada, à utiliser des motrices électriques. Elle traversait le tunnel sous le mont Royal pour se diriger vers la gare centrale de Montréal. Originellement créée pour desservir la nouvelle banlieue de Mont-Royal et les trains de marchandises arrivant des Basses-Laurentides, la ligne servira progressivement les banlieusards du nord-ouest de la région de Montréal.
Entièrement rénovée de 1993 à 1995, sa tension est passée du vieux 3 000 volts continu (auparavant 2 400 volts DC datant de la guerre des courants) au 25 000 volts AC contemporain. En 2014, la ligne est rachetée par l'AMT au CN pour 92 millions de dollars.
De loin la plus achalandée du réseau la ligne comptait quotidiennement plus de 20 départs dans chaque direction. Une correspondance s'effectuait avec le réseau du métro de Montréal par la station Bonaventure.
En 2016, un projet de métro léger est annoncé dans la région métropolitaine de Montréal. Le Réseau express métropolitain, construit par CDPQ Infra, reliera à terme l'aéroport, Deux-Montagnes, Sainte-Anne-de-Bellevue, Brossard et la Gare Centrale, en utilisant, entre autres, l'emprise de la ligne Deux-Montagnes. Le 27 avril 2018, le service sur la ligne est interrompu la fin de semaine. Le 11 mai 2020, la ligne est complètement fermée entre la gare Centrale et la gare Du Ruisseau, puis le tronçon restant entre la gare Bois-Franc et la gare Deux-Montagnes accueille ses derniers passagers le 31 décembre 2020,.

### Tarification
Les trains de banlieue d'Exo font partie de la tarification intégrée des transports en commun de l'Autorité régionale de transport métropolitain. Les trains circulent dans les zones A, B et C. Les titres Tous modes permettent aux passagers d'accéder aux trains (ainsi que métro, REM et autobus) selon le ou les zones inclus dans le titre.
Encore en 2024 la grille tarifaire contient des titres TRAIN qui appliquent les anciens zones tarifaires de l'AMT (prédécesseur de l'ARTM) qui sont valides uniquement à bord des trains.
Les gares des trains de banlieue à Montréal n'ont pas de portillon d'accès. Les passagers doivent eux-mêmes valider leur titre de transport à la gare avant de monter sur le train et peuvent se faire contrôlé sur les quais et à bord les trains. Les gares ont des distributeurs automatisé de titre de transport où on peut acheter ou charger une Carte Opus ou acheter une carte L'Occassionnel en papier.

### Financement

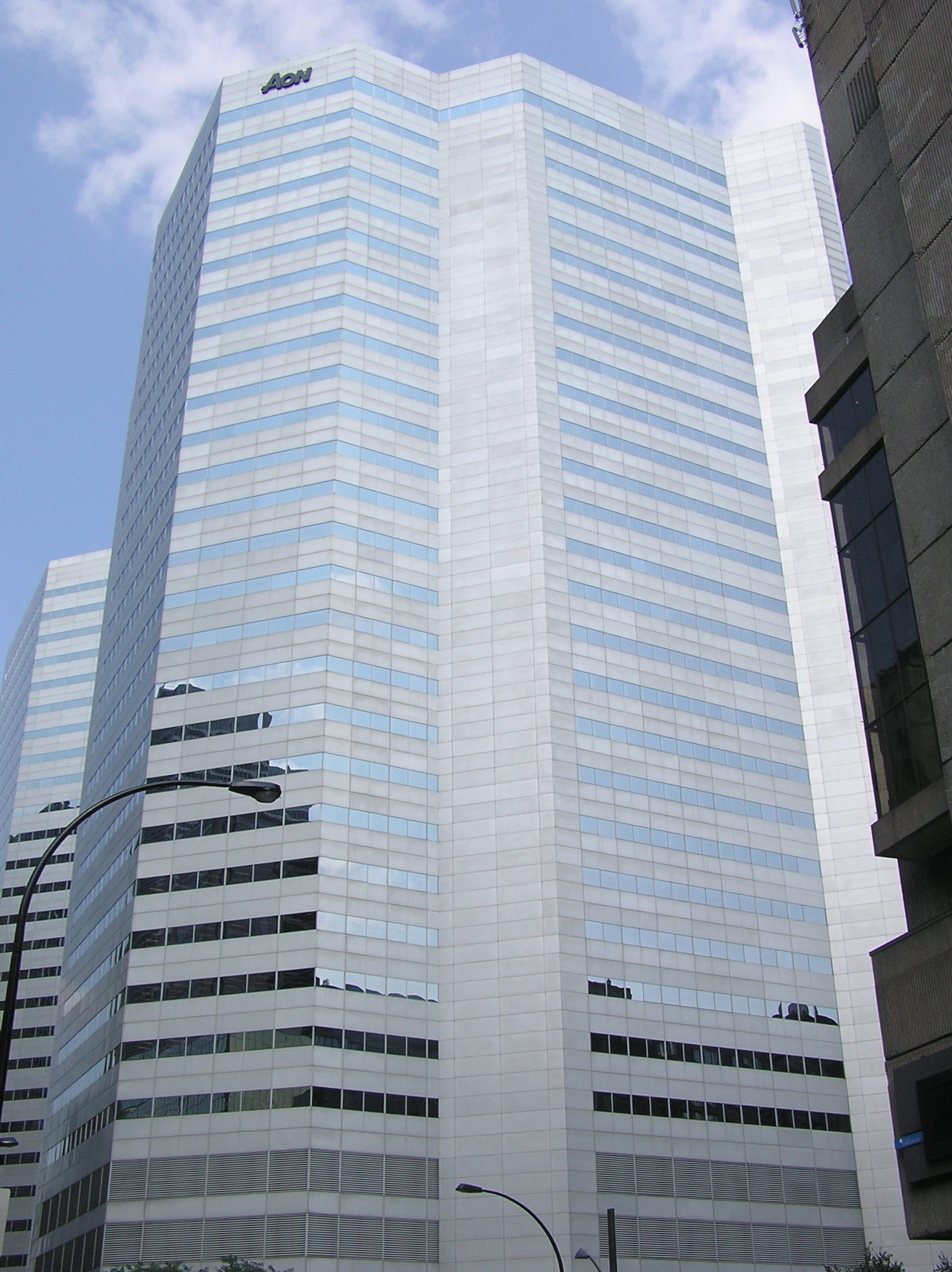
Le siège d'Exo se situe dans la tour ouest du complexe Maisonneuve.

Le financement du fonctionnement du réseau (entretien, matériel et salaires) est assuré par Exo, qui lui est rémunéré par l'Agence régionale du transport métropolitain.

### Achalandage
L'achalandage annuel est passé de 6,9 millions de passagers en 1996 à 19,5 millions en 2016, puis à 20 millions en 2018. Cela s'explique entre autres par le fait que dans le même temps le nombre de gares desservies a doublé. Cette fréquentation est inégalement distribuée, la ligne Deux-Montagnes captant à elle seule 38 % des usagers.
En 2018, l'achalandage a baissé de 1,2 % par rapport à 2017. Ceci est causé par les travaux du REM qui ont amené une diminution du service sur la ligne Deux-Montagnes en enlevant les départs du vendredi soir et de la fin de semaine. L'achalandage sur cette dernière a lui-même baissé de 6,1 % par rapport à 2017.
En raison de la pandémie de Covid-19, l'achalandage a chuté de 74,6% en 2020 comparativement à 2019. Le service sur la ligne Deux-Montagnes est également remplacé par une navette ferroviaire entre les gares Bois-Francs et Deux-Montagnes à partir de mai 2020 jusqu'à la sa fermeture définitive le 31 décembre 2020 en raison des travaux du REM. Ceci mène à une diminution de 79,3% par rapport à 2019 de l'achalandage sur cette ligne, demeurant toutefois la ligne la plus fréquentée du réseau en 2020.
| Transit annuel par ligne | Transit annuel par ligne | Transit annuel par ligne | Transit annuel par ligne | Transit annuel par ligne | Transit annuel par ligne | Transit annuel par ligne |
| ------------------------ | ------------------------ | ------------------------ | ------------------------ | ------------------------ | ------------------------ | ------------------------ |
| Ligne                    | 2000                     | 2005                     | 2010                     | 2015                     | 2020                     |                          |
| Vaudreuil-Hudson         | 3 030 000                | 3 076 000                | 3 421 700                | 3 689 800                | 1 261 448                | 25,7 %                   |
| Saint-Jérôme             | 1 611 000                | 1 978 000                | 2 196 600                | 2 924 900                | 1 107 711                | 22,5 %                   |
| Mont-Saint-Hilaire       | 132 000                  | 1 358 000                | 1 833 900                | 2 300 700                | 556 996                  | 11,3 %                   |
| Candiac                  |                          | 523 000                  | 672 900                  | 1 093 100                | 327 985                  | 6,7 %                    |
| Mascouche                |                          |                          |                          | 1 319 900                | 391 203                  | 8 %                      |
| Deux-Montagnes           | 7 220 000                | 7 649 000                | 7 347 200                | 7 495 900                | 1 266 913                | 25,8 %                   |
| Total                    | 11 993 000               | 14 584 000               | 15 471 700               | 18 824 300               | 4 912 256                | 100 %                    |

### Exploitation du réseau

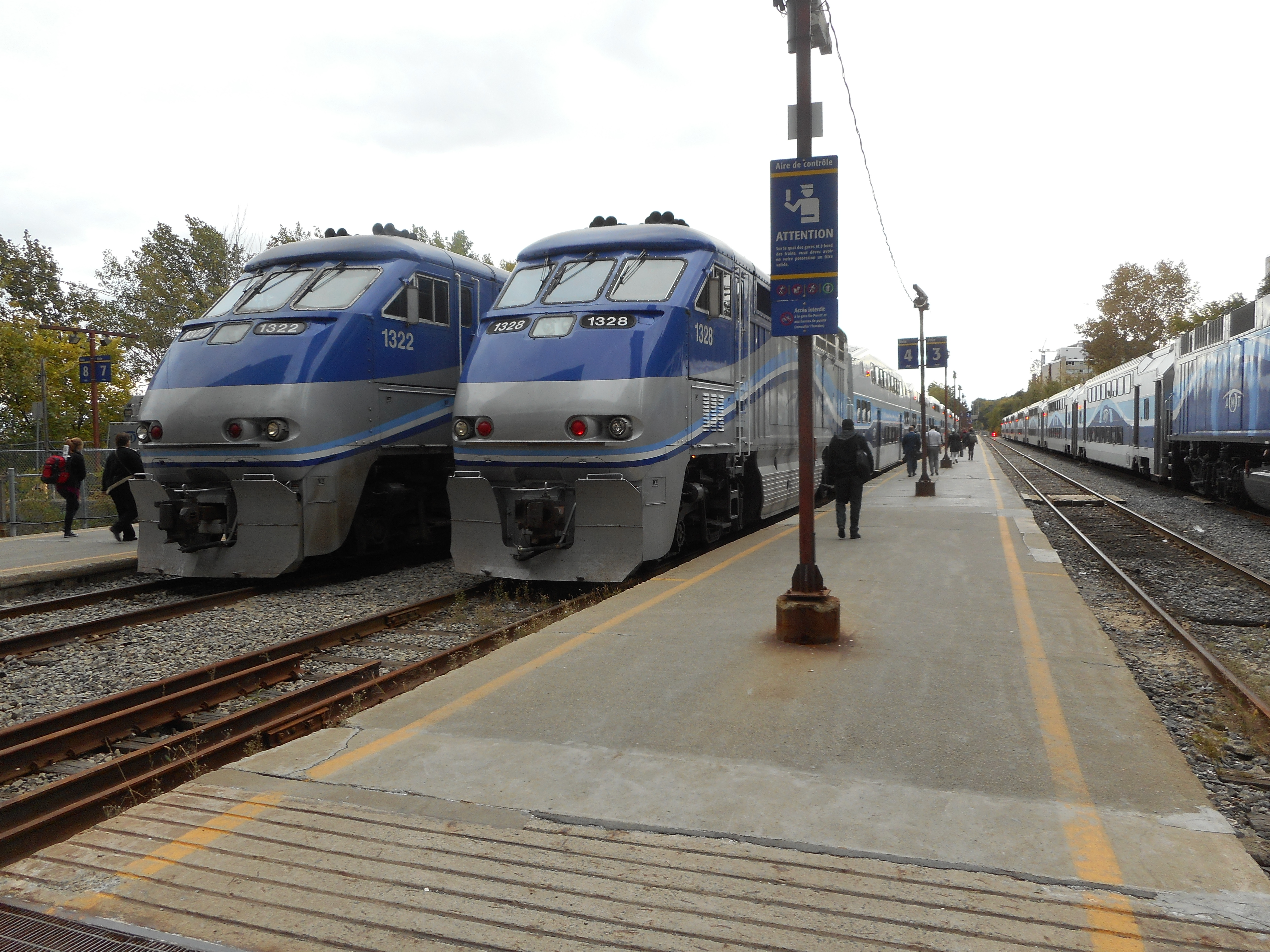
Gare Lucien-L'Allier, au centre-ville.

Les voies ferrées utilisées par les trains de banlieue de Montréal appartiennent principalement à des compagnies ferroviaires de marchandises. Le Canadien Pacifique (CP) possède les voies des lignes Vaudreuil-Hudson, Candiac et 67 % de la ligne Saint-Jérôme, le Canadien National (CN) possède les rails de la ligne Mont-Saint-Hilaire et 58 % de la ligne Mascouche.
Avec l'augmentation de l'achalandage et de l'offre, la cohabitation des trains de banlieue et des trains de fret sur le réseau devient de plus en plus difficile aux heures de pointe, en particulier sur la ligne Vaudreuil-Hudson. Le nombre de retards attribuables à la présence de trains de marchandises ou à des erreurs de routage est en constante augmentation. Pour remédier à cette situation et ne plus avoir à payer un droit de passage, Exo s'est lancé dans un processus d'acquisition des voies les plus utilisées.
En 2015, la société d’État possédait environ 33 % du réseau qu'elle exploite, soit la subdivision Deux-Montagnes en totalité (29,9 km), une partie de la subdivision Parc entre les gares Sainte-Thérèse et Saint-Jérôme (20,7 km), la subdivision Mascouche reliant les gares de Repentigny et Mascouche (12,6 km) et la subdivision Montreal & Ottawa entre Vaudreuil-Dorion et Rigaud (25,7 km) qui est partiellement inexploitée. Sur ces sections les trains de banlieue ont l’exclusivité sur les trains de marchandises aux heures de pointe,.

#### Personnel d'exploitation
Jusqu'en 2016, l’opération des trains de banlieue de Montréal est confiée aux opérateurs du CP et du CN sur leurs voies respectives. Le contrat de conduite et d'entretien des trains de banlieue par les deux grandes entreprises se chiffrait à 68 millions de dollars par année en 2015.
À partir de juin 2017, les deux entreprises ferroviaires délaissent les opérations et un nouveau prestataire de service prend la relève. À la suite d'un appel d'offres lancé par l'AMT fin 2015, le contrat, d'une valeur de 331 millions de dollars sur huit ans, a été octroyé à Bombardier Transport à l'automne 2016.

### Identité visuelle
Fin 2019, l'ARTM, en collaboration avec Exo, revoit la signalétique de l'ensemble des services de transport offerts dans la région métropolitaine de Montréal, et ce, afin de l'harmoniser sur l'ensemble du territoire. Le symbole du train de banlieue sur fond bleu, utilisé depuis 1982 et bien présent sur la majorité des infrastructures du réseau de trains de banlieue sera progressivement remplacé au profit d'un nouveau symbole sur fond rose. À l'instar du symbole antérieur, le nouveau symbole présente des composantes visuelles qui rappellent celui du métro de Montréal, tel que la flèche vers le haut qui présente les mêmes éléments graphiques.

La nouvelle signature visuelle est installée pour la première fois sur les infrastructures de la gare Vaudreuil, à la suite de travaux qui y sont effectués. Il est prévu que son installation sera échelonnée sur plusieurs années au fil des travaux et des remplacements d'équipements. Les deux symboles devraient donc continuer à coexister pour quelques années. 

Symbole utilisé par la STCUM entre environ 1985 et 1996.
Symbole utilisé entre 1996 et 2020.
Symbole progressivement installé à partir de 2020.

### Sécurité
Le Centre d’opération et de surveillance (COS), en fonction 24 h sur 24, 7 jours sur 7, assure la surveillance de chaque train, équipés de balises GPS, en temps réel. Les répartiteurs surveillent le réseau au moyen de caméras et guident les 120 inspecteurs et agents de sécurité sur le terrain, ils sont en lien constant avec les exploitants ferroviaires à qui appartiennent les voies ferrées.

## Matériel roulant

### Locomotives
Exo dispose d'une flotte de locomotives de types diesel et bi-modes. 

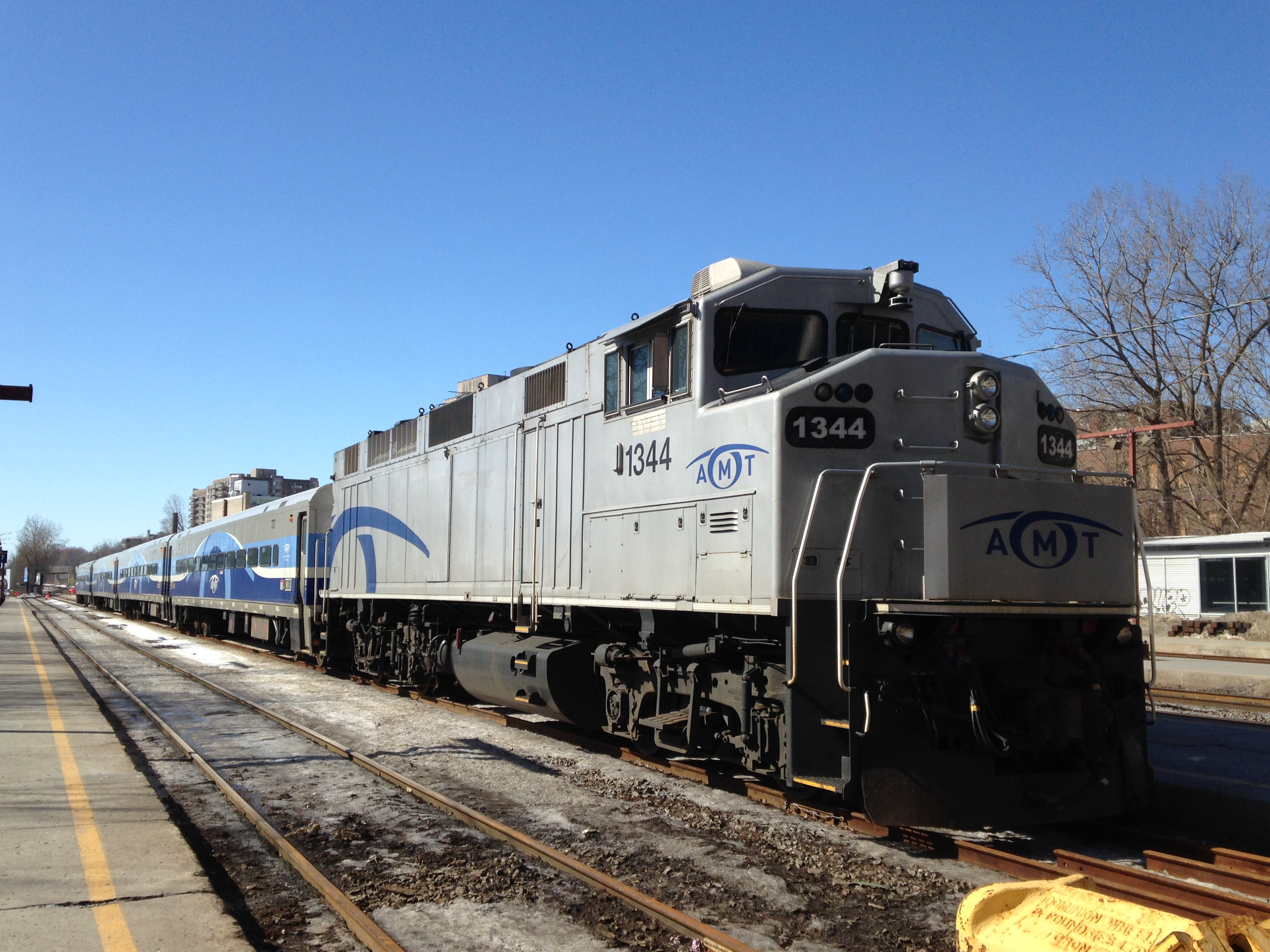
F59PH
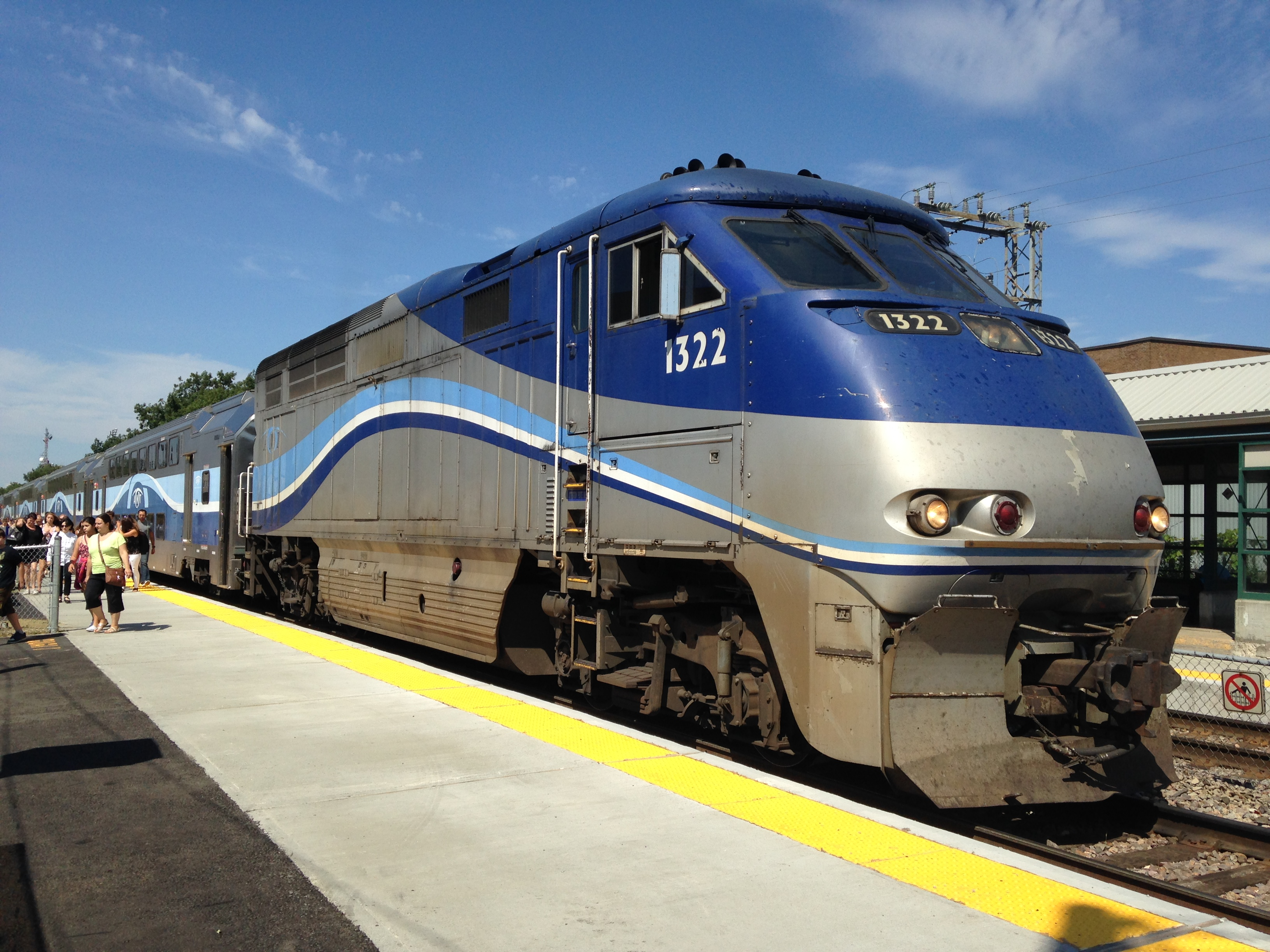
F59PHI
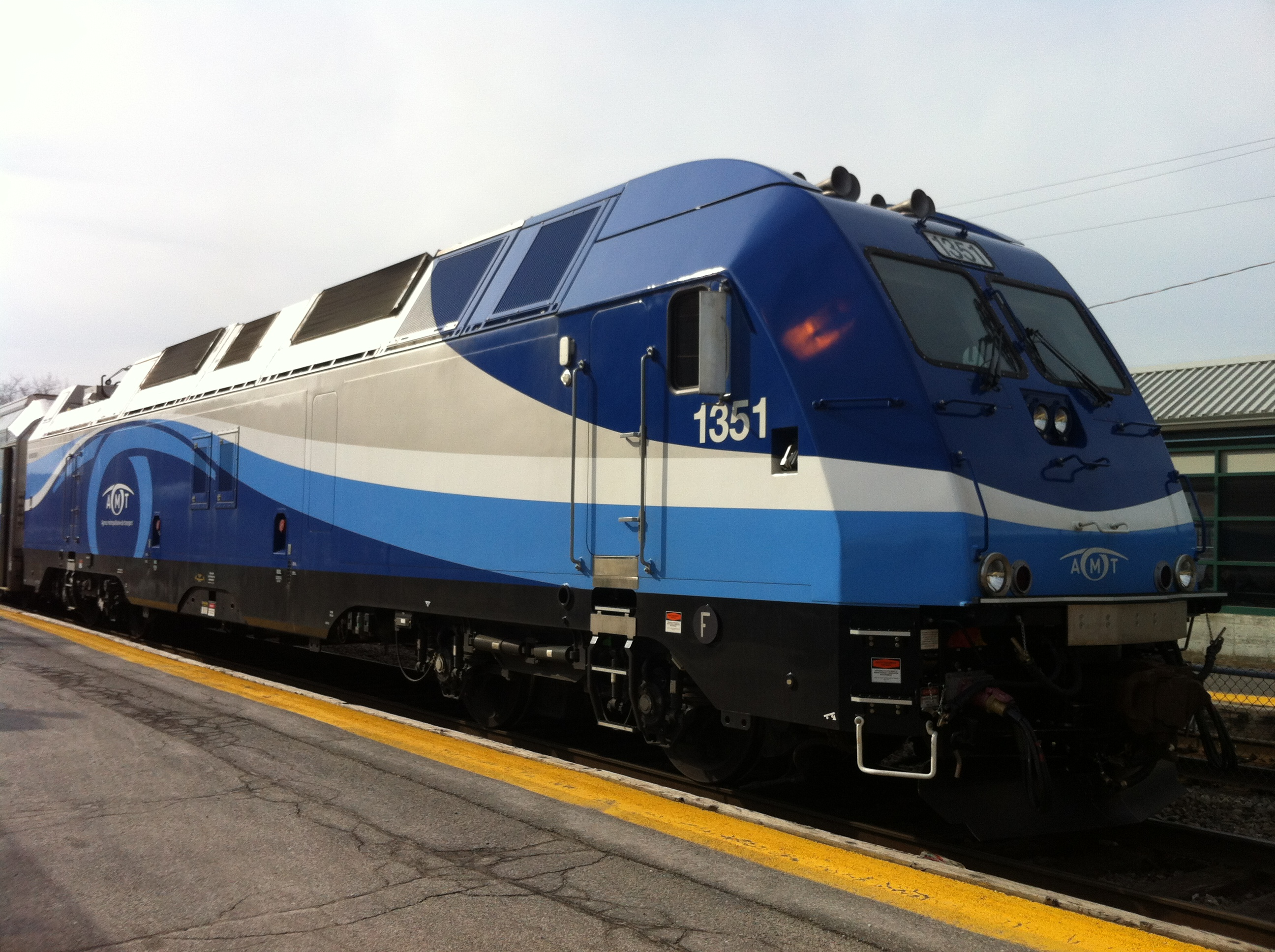
ALP-45DP    (D-M)

| Modèle                | Numéros    | Livraison    | Lignes | Nombre | Commentaires                   |
| --------------------- | ---------- | ------------ | ------ | ------ | ------------------------------ |
| EMD F59PHI            | 1320-1330  | 2000-2001    |        | 11     |                                |
| EMD F59PH             | 1340-1349  | 1988-1994    |        | 10     | Acquises de GO Transit en 2011 |
| Bombardier ALP-45DP   | 1350-1369  | 2011-2012    | (D-M)  | 20     | Locomotives bi-mode            |
| Siemens Charger EC-42 | Série 1400 | 2025 (prévu) |        | 10     |                                |

#### Retirés du service
Les premières locomotives utilisées par les différentes compagnies ferroviaires sont à vapeur. En 1893, le Canadien Pacifique construit les premières locomotives spécifiquement pour le service de banlieue, elles sont de type locomotives-tenders et réversibles. Les locomotives électriques arrivent avec l'ouverture du tunnel sous le mont-Royal en 1918. Quant aux locomotives diesel, elles apparaissent sur le réseau au début des années 1950 et remplacent définitivement la vapeur le 6 novembre 1960.

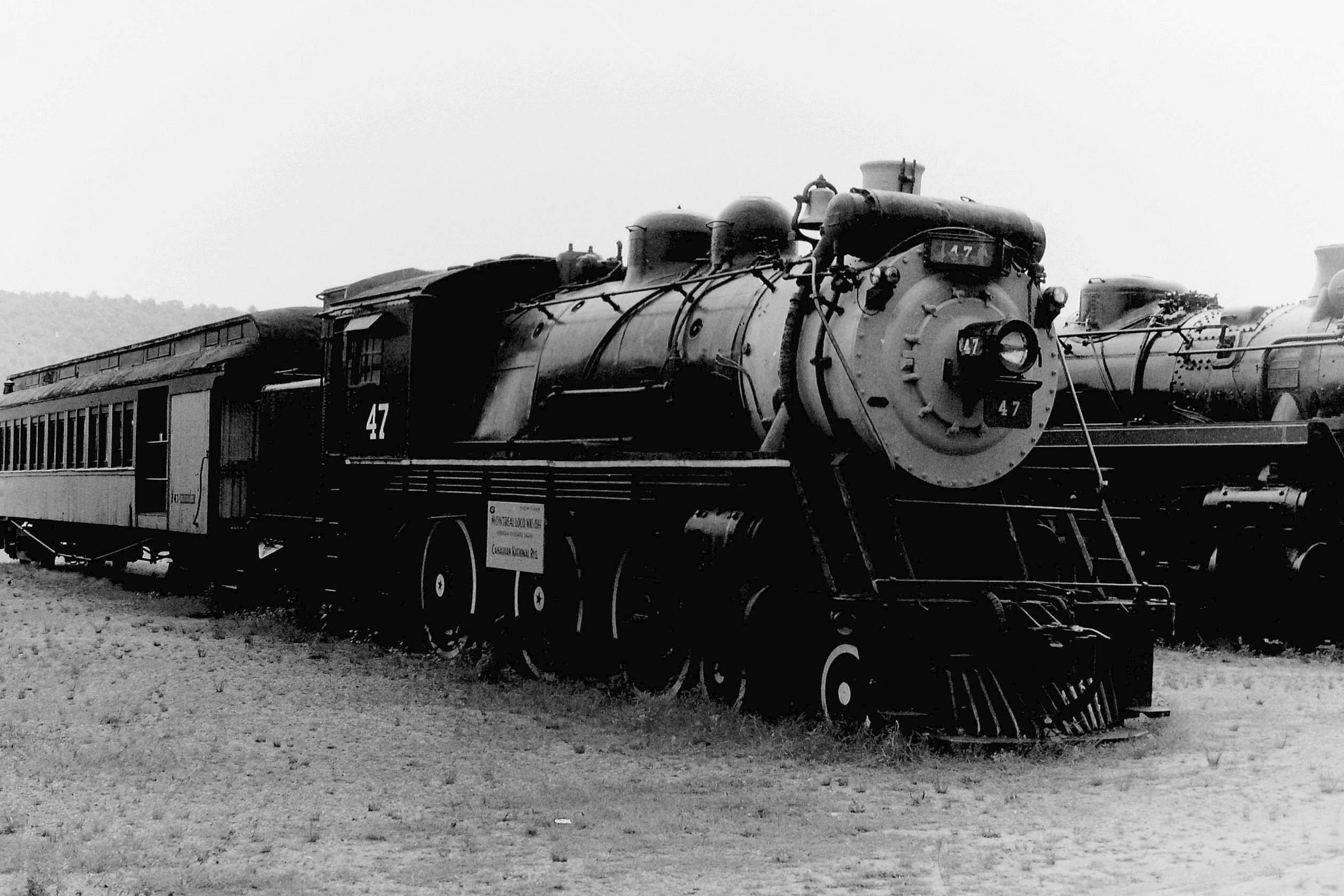
GT X-10a "Hudson" (1914-1955)
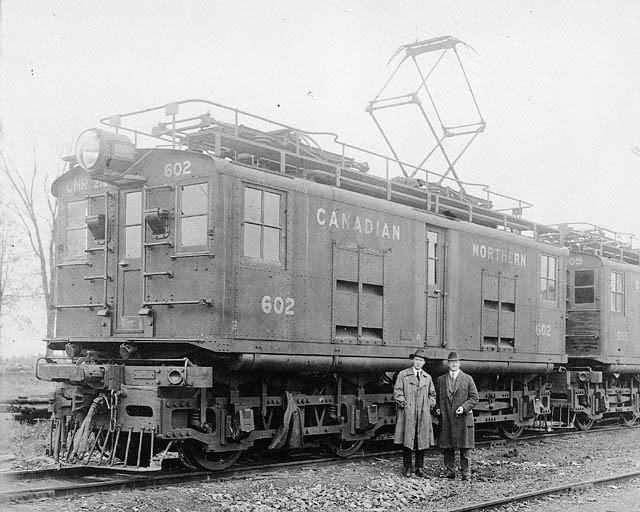
GE Boxcab (1918-1995)
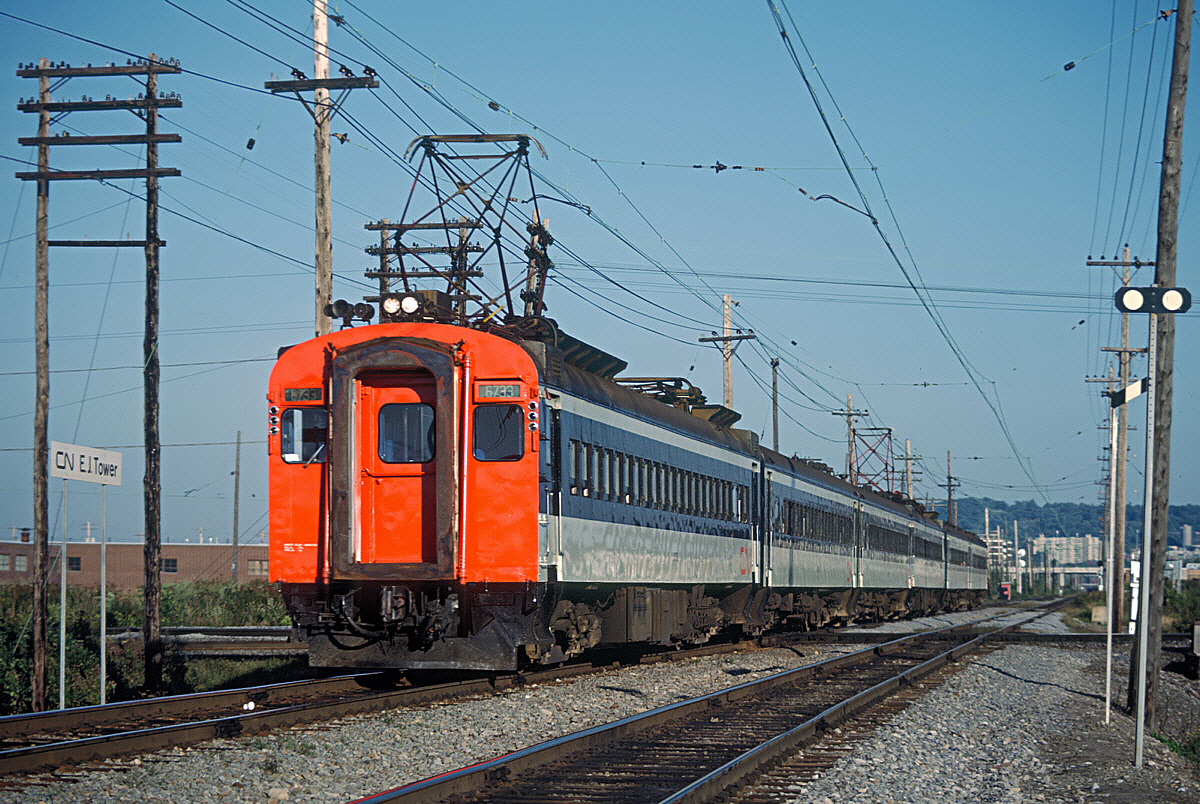
CC&F EP/ET-59a (1952-1995)
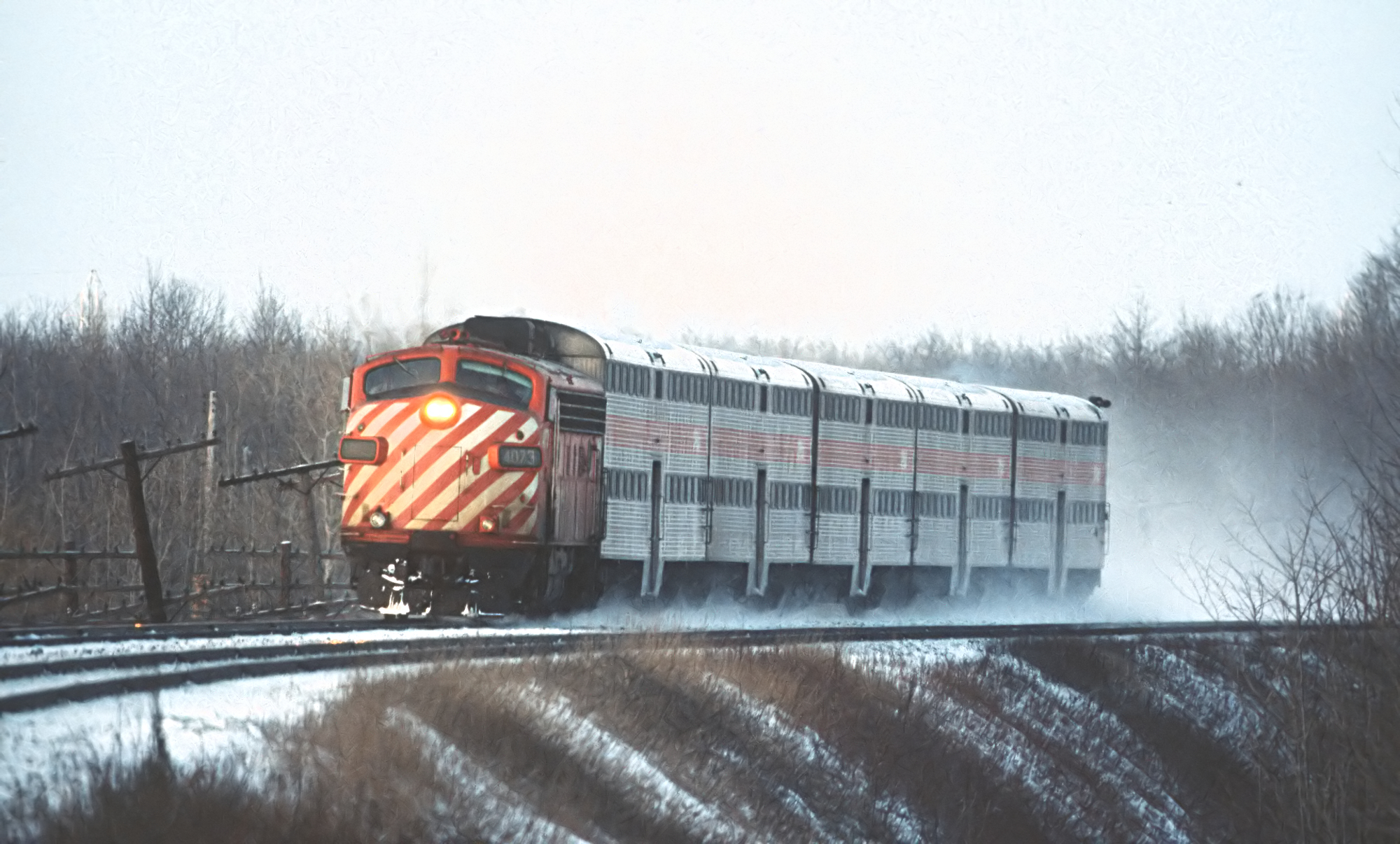
GMD FP7 (1951-2001)
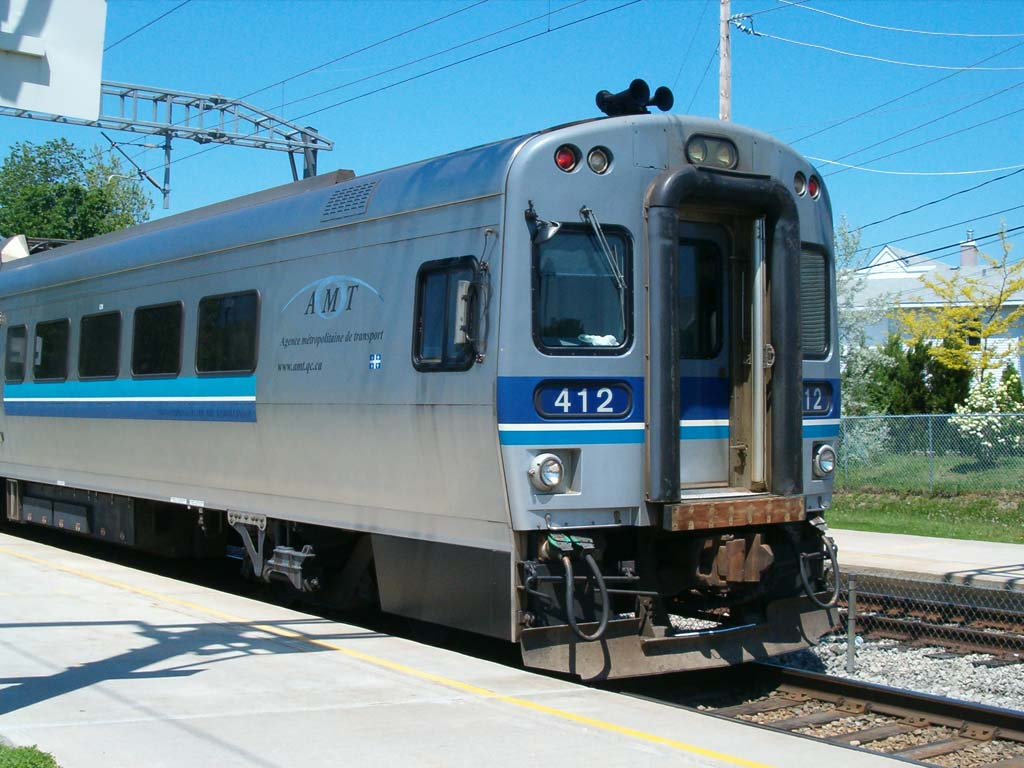
MR-90 (1994-2020)

Une date de livraison entre parenthèses indique une mise en service ultérieure.
| Modèle                                   | Numéros              | Livraison            | Retrait              | Nombre               | Commentaires                             |
| Locomotives à vapeur                     | Locomotives à vapeur | Locomotives à vapeur | Locomotives à vapeur | Locomotives à vapeur | Locomotives à vapeur                     |
| ---------------------------------------- | -------------------- | -------------------- | -------------------- | -------------------- | ---------------------------------------- |
| Grand Tronc (GT) X-8a 4-4-2ST            |                      | 1883                 | 1923                 |                      | Tender latéral                           |
| CP 4-6-4T                                | 624 (5990)           | 1893                 | 1924                 |                      |                                          |
| GT X-9a 4-4-2ST                          | 1532                 | (1892)               | 1927                 |                      | Acquises en 1894, CN no 42-44            |
| GT X-10a 4-6-4WT "Hudson"                | 1540-1545            | 1914                 | ~1955                | 6                    | CN no 45-50                              |
| CP H1b 4-6-4 "Royal Hudson"              | 2800                 | (1930-1937)          | 1960                 | 10                   | Transférées des grandes lignes en 1954   |
| CP G3 4-6-3                              | 2400                 |                      | 1960                 |                      | Transférées des grandes lignes en 1954   |
| Locomotives diesel                       |                      |                      |                      |                      |                                          |
| GMD FP7                                  | 4070-4075            | 1951-1952            | 2001                 | 6                    | Lignes du CP, puis AMT no 1300-1305      |
| Alco FPA-2                               | 6750-6755            | 1955                 |                      | 6                    |                                          |
| Alco RS-3                                | 3900-3901            |                      |                      | 2                    | Acquises du Central Vermont en 1957      |
| Budd Rail Diesel Car (RDC)               |                      | 1957                 |                      |                      | Éléments automoteurs diesel-hydrauliques |
| GMD GMD-1                                | 1032                 | 1959                 | 1960                 |                      | Ligne Lakeshore du CN fermé en 1960      |
| GMD GP-9u                                | 1310-1313            | (1959)               | 2012                 | 4                    | Acquises du CN et reconstruites en 1989  |
| EMD F40PH-2 (en)                         | 243-418              | (1976-1981)          |                      | 15                   | Acquises d'Amtrak                        |
| EMD F40PH-2C                             | 4117-4118            |                      | 2012                 | 2                    | Louées à NJ Transit en 2008              |
| EMD GP40FH-2                             | 4135-4144            |                      | 2012                 | 5                    | Louées à NJ Transit en 2008              |
| Locomotives électriques (Deux-Montagnes) |                      |                      |                      |                      |                                          |
| GE Boxcab (CN Z-1-a)                     | 6710-6715            | 1914-1917            | 1995                 | 6                    |                                          |
| EE Boxcab (CN Z-4-a)                     | 6716-6724            | 1924-1926            | 1995                 | 9                    |                                          |
| National Steel Car EP-73-a               | 15903-15904          | 1925                 | 1949                 | 2                    | Voitures coach du GT converties          |
| GE Z-5-a                                 | 6725-6727            | 1950                 | 1995                 | 3                    |                                          |
| Canadian Car & Foundry EP/ET-59a         | 6730-6749            | 1952                 | 1995                 | 18                   | Éléments automoteurs électriques         |
| Bombardier MR-90                         | 400-487              | 1994-1995            | 2021                 | 58                   | Éléments automoteurs électriques         |

### Voitures passagers

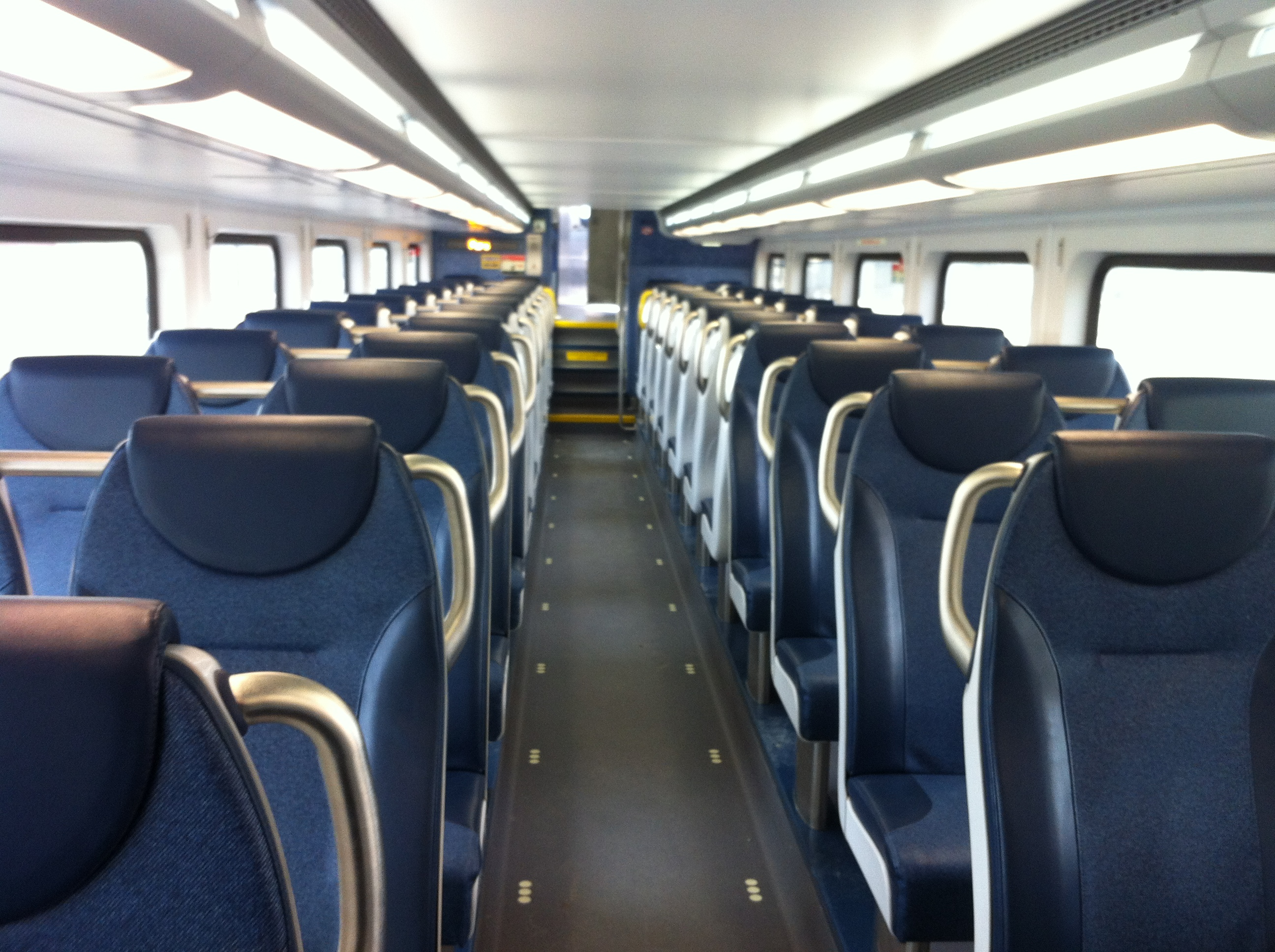
Intérieur d'une voiture Bombardier MultiLevel.

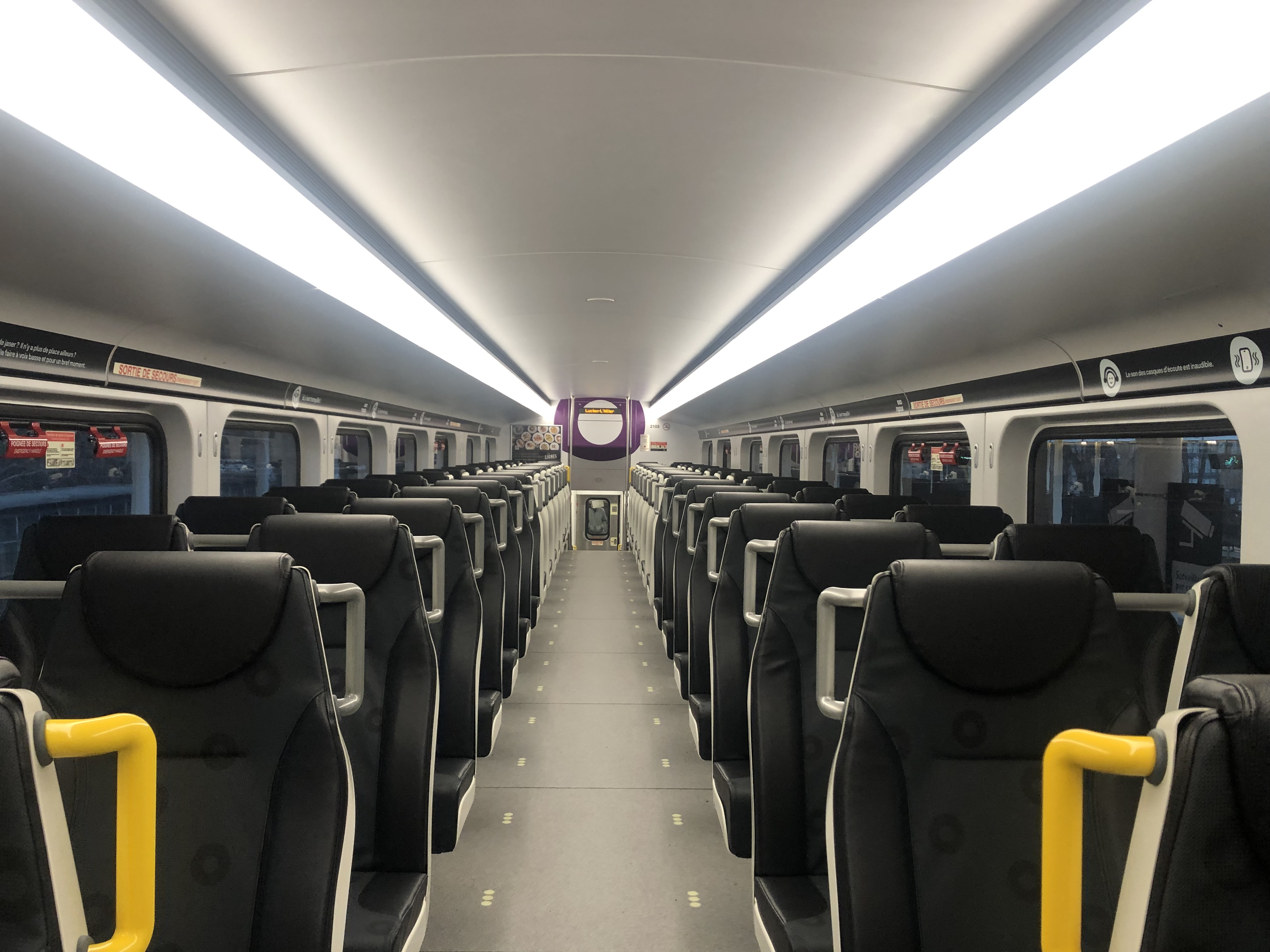
Intérieur d'une voiture moderne CRRC.

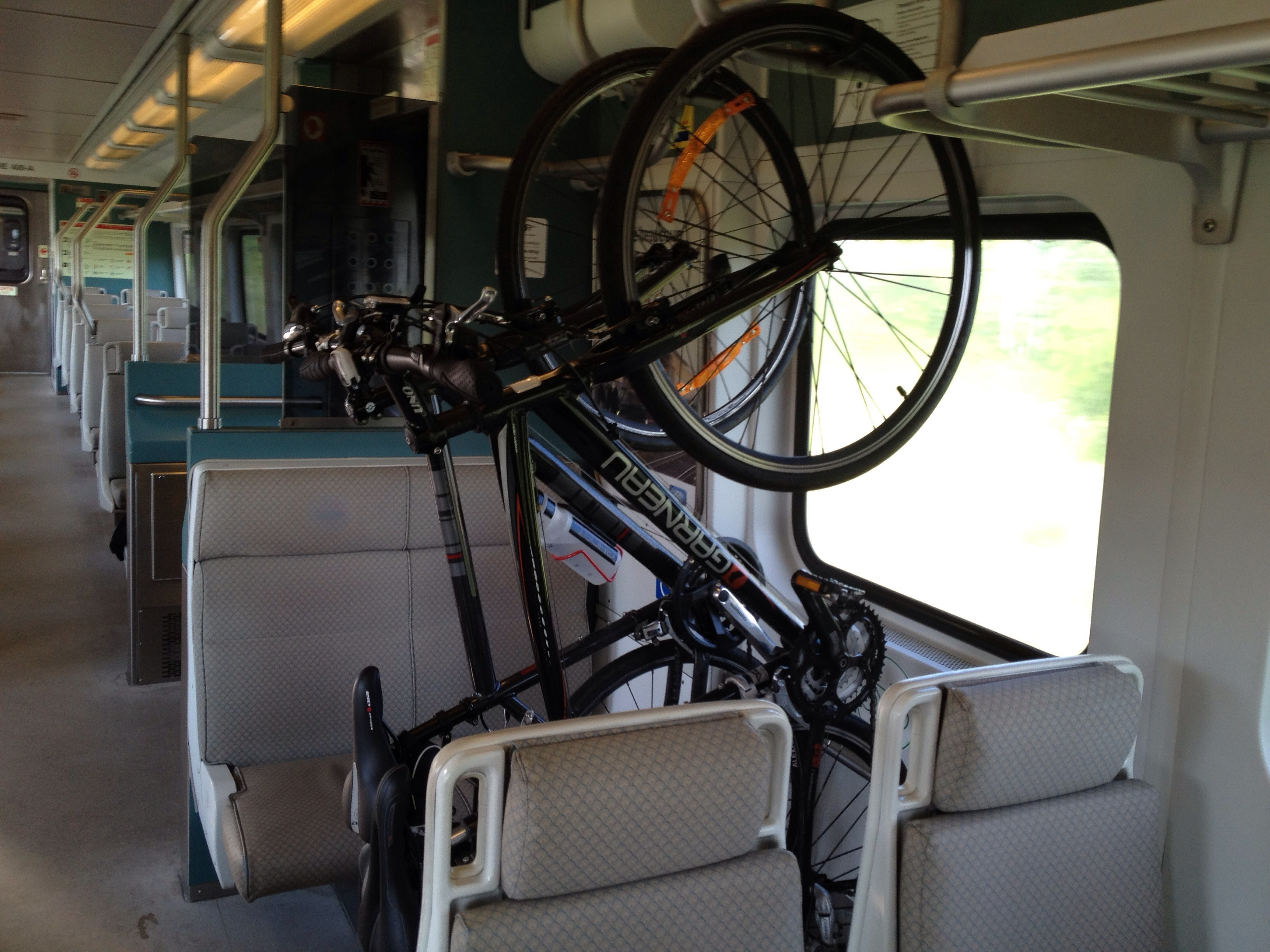
Vélos à bord d'une voiture MR-90.

| Modèle                      | Série | Livraison | Lignes | Nombre | Passagers | Commentaires               |
| --------------------------- | ----- | --------- | ------ | ------ | --------- | -------------------------- |
| Bombardier Comet II         | 700   | 1989      |        | 24     | 116/118   | Rénovés entre 2011 et 2013 |
| Bombardier BiLevel VII (en) | 2000  | 2004-2005 |        | 22     | 148/154   | Voitures à deux étages     |
| Bombardier MultiLevel (en)  | 3000  | 2009-2011 | (D-M)  | 160    | 142       | Voitures à deux étages     |
| CRRC                        | 2050  | 2022-2024 |        | 44     | 147       | Voitures à deux étages     |

#### Retirés du service
| Modèle                       | Série   | Livraison   | Retrait | Lignes | Nombre | Passagers | Commentaires                               |
| ---------------------------- | ------- | ----------- | ------- | ------ | ------ | --------- | ------------------------------------------ |
| CP Voitures Coach            | 100     | 1904        | ~1955   |        |        |           |                                            |
| Heavyweight Steel Coach      |         | 1920        | 1970    | (D-M)  | ~30    |           |                                            |
| Canadien Car & Foundry       | 800     | 1953        | 2005    |        | 40     |           |                                            |
| Hawker-Siddeley RTC-85C      | 100/200 | (1967-1976) |         |        | 14     | 90        | Acquises de GO Transit en 1994             |
| Canadian Vickers Gallery Car | 900     | 1970        | 2010    |        | 9      | 154/168   | Premières voitures à deux étages au Canada |
| Hawker-Siddeley RTC-85       | 1000    | (1967-1976) |         |        | 66     | 94        | Acquises de GO Transit en 1994             |
| Morrison-Knudsen             | 5000    | (1987-1988) | 2011    |        | 14     | 121       | Louées à NJ Transit en 2008                |

### Entretien du matériel roulant
Jusqu'en 2016, l’entretien des trains de banlieue de Montréal était confiée aux techniciens de Bombardier et du CN dans leurs ateliers respectifs. À partir de janvier 2017, le CN a délaissé ces opérations et Bombardier Transport l'a remplacé.

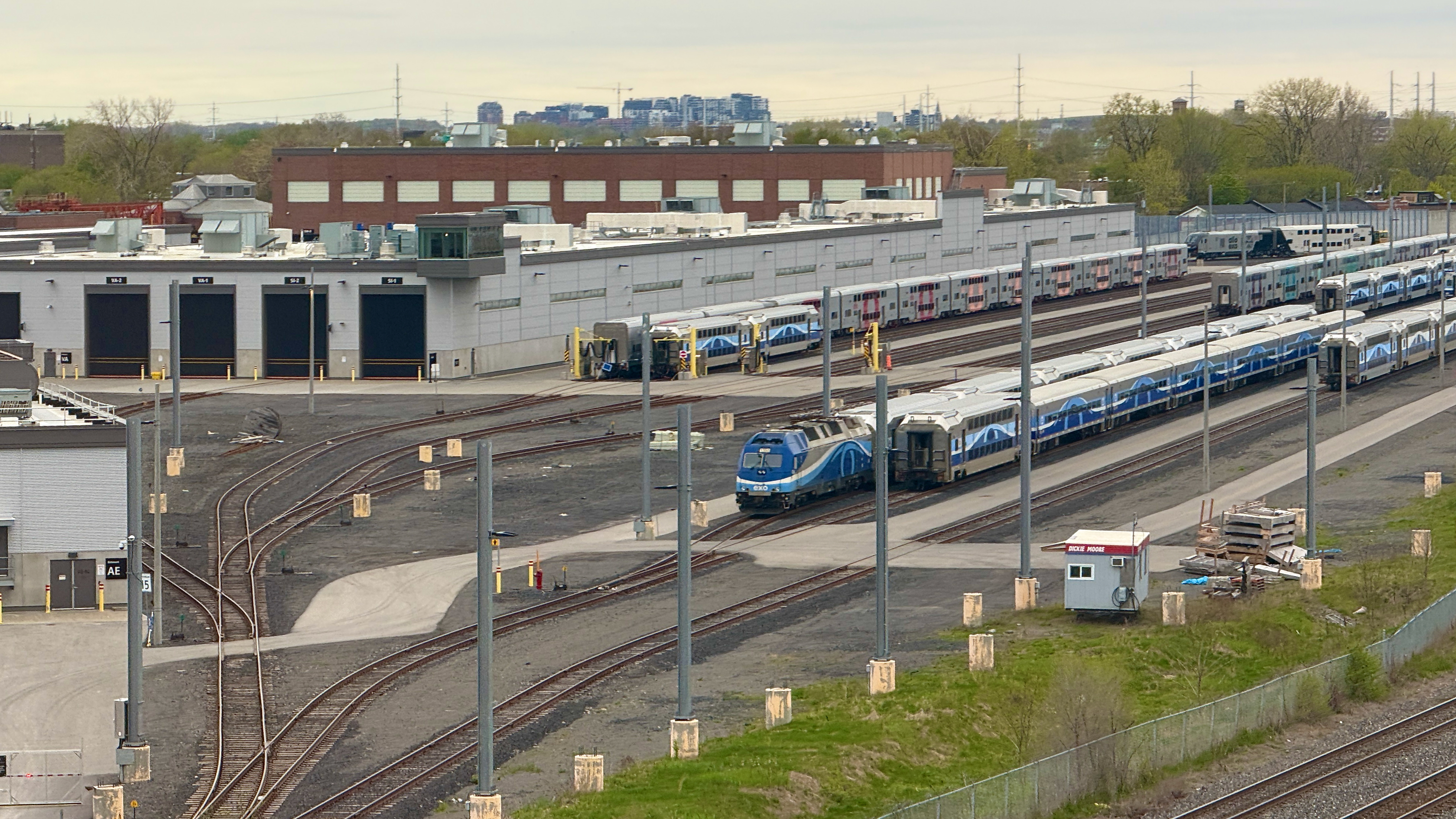
Centre de maintenance Pointe-Saint-Charles.

Pour répondre au développement de sa flotte de matériel roulant, Exo a choisi de construire ses propres centres de maintenance : un pour les trains opérant sur le réseau CN et le second pour les trains opérant sur le réseau CP, les deux réseaux n’ayant pas d'interconnexion proche du centre-ville. Ainsi en dehors des heures de pointe, les trains peuvent être garés aux centres d’entretien, proches des gares Centrale et Lucien-L'Allier.

#### Centre de maintenance Lachine
Le centre de maintenance Lachine, ouvert en 2016, se situe sur le site de l'ancienne gare de triage Sortin du CP. Ce site de 13 hectares dispose d'une aire de stationnement pour 13 rames extérieure, d'un atelier d’inspection, d'un atelier de réparations, d'un lave-train automatique et d'une table de découplage.

#### Centre de maintenance Pointe-Saint-Charles
La construction du centre de maintenance Pointe-Saint-Charles, à l'emplacement des anciens ateliers du CN, a été suspendue en 2017, à la suite des nouveaux plans de fermer la ligne Deux-Montagnes en faveur du Réseau express métropolitain (REM), ce qui redéfinit les besoins. S’étendant sur 16 hectares, il serait le garage principal d'Exo avec une aire de stationnement extérieur pour 21 rames, un atelier d’inspection, un atelier de réparations majeures, un lave-train automatique et un atelier de profilage des roues.

## Projets

### Trains de banlieue
Plusieurs projets d'expansion du service de trains de banlieue à Montréal sont envisagés.

#### Ligne Candiac
- Un projet d’aménagement d'un nouvel arrêt à Kahnawake est en cours depuis 2015[61];
- Le prolongement de la ligne Candiac de 20 kilomètres jusque Saint-Jean-sur-Richelieu a été abandonné en 2016 à la suite des résultats d'une étude concluant que le secteur resterait mieux desservi par les autobus, plus fréquents et plus rapides que ne pourrait l’être le train de banlieue[62].

#### Ligne Saint-Jérôme
- L'aménagement d'une gare près du futur campus de l'Université de Montréal, dans l'arrondissement d'Outremont, est à l’étude ;
- Une étude de faisabilité a été réalisée sur le raccordement de la ligne au tunnel sous le mont Royal, qui permettrait de raccourcir le trajet de 10 kilomètres et le temps de parcours de 15 minutes en évitant le détour actuel. Mais ce projet est rendu caduc par celui de Réseau express métropolitain (REM) qui accapare le tunnel.

#### Ligne Mascouche
- La redirection de la ligne via la gare de triage Taschereau du CN vers la gare Centrale et l'ajout d'un arrêt proche de la station de métro Du Collège est à l’étude pour compenser la fermeture aux trains de banlieue du tunnel sous le mont Royal en 2020[63].

### Systèmes légers sur rails (SLR)
Depuis 1999, le gouvernement du Québec a dépensé 22 millions de dollars pour des études d'implantation de systèmes légers sur rails (SLR). Depuis 2015, deux projets de trains légers partants du centre-ville étaient à l’étude par le gouvernement du Québec et la Caisse de dépôt et placement du Québec (CDPQ) :
- Le SLR de l'Ouest : soit une ligne de 28 kilomètres construite parallèlement à l'autoroute 20 reliant le centre-ville de Montréal au centre commercial Fairview de Pointe-Claire, pour 2,6 milliards de dollars, soit une ligne « de base » entre le centre-ville de Montréal et Dorval à 2,1 milliards de dollars. Dans les deux cas l'aéroport international Pierre-Eliott-Trudeau aurait été directement desservi par une station aménagée dans l'espace prévu à cet effet sous l’hôtel Marriott[65];
- Le SLR du pont Champlain : une ligne passant par la voie centrale du pont Samuel-De Champlain qui lui serait dédiée et desservirait cinq stations, dont une sur l’île des Sœurs et une terminus au quartier DIX30. Le coût de l'entreprise est estimé entre deux et trois milliards de dollars[65]. Ceci serait réalisé par le projet du REM[66]

Le 22 avril 2016, la CDPQ annonce la conclusion de son étude avec un projet de 6,3 milliards de dollars, nommé Réseau express métropolitain, fusionnant les deux nouveaux tracés étudiés avec la ligne Deux-Montagnes, qu'il modifie sur toute sa longueur pour y faire circuler des rames automatiques.

## Accidents et incidents
Début 2006, des vents d'une grande intensité entraînèrent le déraillement de six wagons du Canadien Pacifique le long du pont enjambant le fleuve Saint-Laurent. Ce déraillement force l'interruption totale du service entre le 17 février et le 9 mars, la plus longue interruption de service de l'histoire de l'Agence.

En février 2020, des manifestants bloquent le chemin de fer du Canadien Pacifique à Kahnawake et à Saint-Lambert en support au mouvement d'opposition au projet de pipeline Coastal GazLink sur le territoire de la communauté Wet’suwet’en, en Colombie-Britannique. Le service sur la ligne Candiac est suspendu entre le 10 février et le 6 mars ainsi que sur la ligne Mont Saint-Hilaire du 18 au 20 février,,.